# Etiopie
Etiopie (amharsky ኢትዮጵያ, Itjopja), plným názvem Etiopská federativní demokratická republika (amharsky የኢትዮጵያ ፌዴራላዊ ዲሞክራሲያዊ ሪፐብሊክ, Je’Itjop’ja federalawi dimokrasijawi ripeblik), též Habeš, je vnitrozemský stát v Africkém rohu ve východní Africe. Sousedí na severu s Eritreou, na východě s Džibutskem a Somálskem, na jihu s Keňou a na západě se Súdánem a Jižním Súdánem. Podle odhadů z roku 2010 žilo v Etiopii 89 milionů a v r. 2023 už přes 128 milionů obyvatel. Hlavním městem je Addis Abeba, úředním jazykem federace je amharština.
Na etiopském území se dochovaly pozůstatky jednoho z nejstarších předků člověka z rodu Australopithecus. První lépe zdokumentovaný historický státní útvar na etiopském území představuje zhruba od 3. století př. n. l. aksumská říše, v níž vládla šalomounská dynastie založená podle legend potomkem krále Šalomouna a královny ze Sáby. Aksumští vládci přijali ve 4. století křesťanství. Následující staletí – především v důsledku ztráty obchodních kontaktů a islámské expanze – znamenala úpadek a do značné míry i izolaci. V polovině 19. století započala postupná modernizace a soupeření s evropským kolonialismem. Od první světové války byl až do roku 1974, s pětiletou přestávkou v době italské okupace, etiopským císařem Haile Selassie I. Ten byl poté svržen Mengistu Haile Mariamem, který v zemi nastolil komunistický režim. Konec tohoto režimu přišel spolu se zhroucením sovětského bloku a Mengistu musel v roce 1991 uprchnout ze země. Etiopie se federalizovala a v čele nové vlády pod vedením Etiopské lidové revoluční demokratické fronty stanul Meles Zenawi. Ten v zemi postupem času zavedl autoritářský režim, který je u moci dodnes.
Etiopský stát patří mezi nejchudší země světa. Zemědělství je silně závislé na podnebí a v poměru k rozvinutým státům málo modernizované. Průmysl je nevyvinutý a služby nepříliš kvalitní. Dosud špatný stav infrastruktury se díky vládním investicím postupně zlepšuje. Výjimku v jinak špatné etiopské dopravě tvoří Ethiopian Airlines, které se řadí mezi tři nejdůležitější letecké společnosti v Africe. Navzdory značné korupci a nedostatečným službám se ekonomika Etiopie rychle rozvíjí; země je však přesto závislá na zahraniční pomoci. Etiopská armáda představuje jednu z nejsilnějších ozbrojených sil v Africe a úzce vojensky spolupracuje se Spojenými státy. V oblasti zahraničních vztahů udržuje Etiopie dobré vztahy zvláště s okolními státy s výjimkou Eritreje a Somálska. Ze zahraničních investorů se zde v poslední době nejvíce prosazuje Indie a Čína. Etiopie má rovněž bohatou kulturu založenou na dlouhé historické tradici i kontaktech s okolním světem a v zemi je množství kulturních i přírodních památek.

## Etymologie
Slovo Etiopie pochází z řečtiny (Αἰθιοπία, Aethiopia) a obecně se dá přeložit jako „země opálených lidí“. Tento výraz se nicméně nevztahoval pouze na dnešní etiopské území, ale souhrnně označoval země s obyvatelstvem tmavší pleti. Někdy se též užíval pro označení země Kuš. Vedle Bible se slovo Etiopie objevuje například v Homérově Iliadě a Odyssei. Druhý název, Habeš nebo též Abyssinia, pochází z pojmenování kmenové skupiny Habašat, který později přejali Arabové a pod jménem al Habaša tím označovali zdejší obyvatele. Termín Habeša se používá v Etiopii dodnes, většinou pro vymezení etiopské rasové skupiny vůči černochům i bělochům. Zároveň se jím nazývají tradiční etiopské výrobky, pokrmy a nápoje.

## Dějiny

### Pravěk a starověk

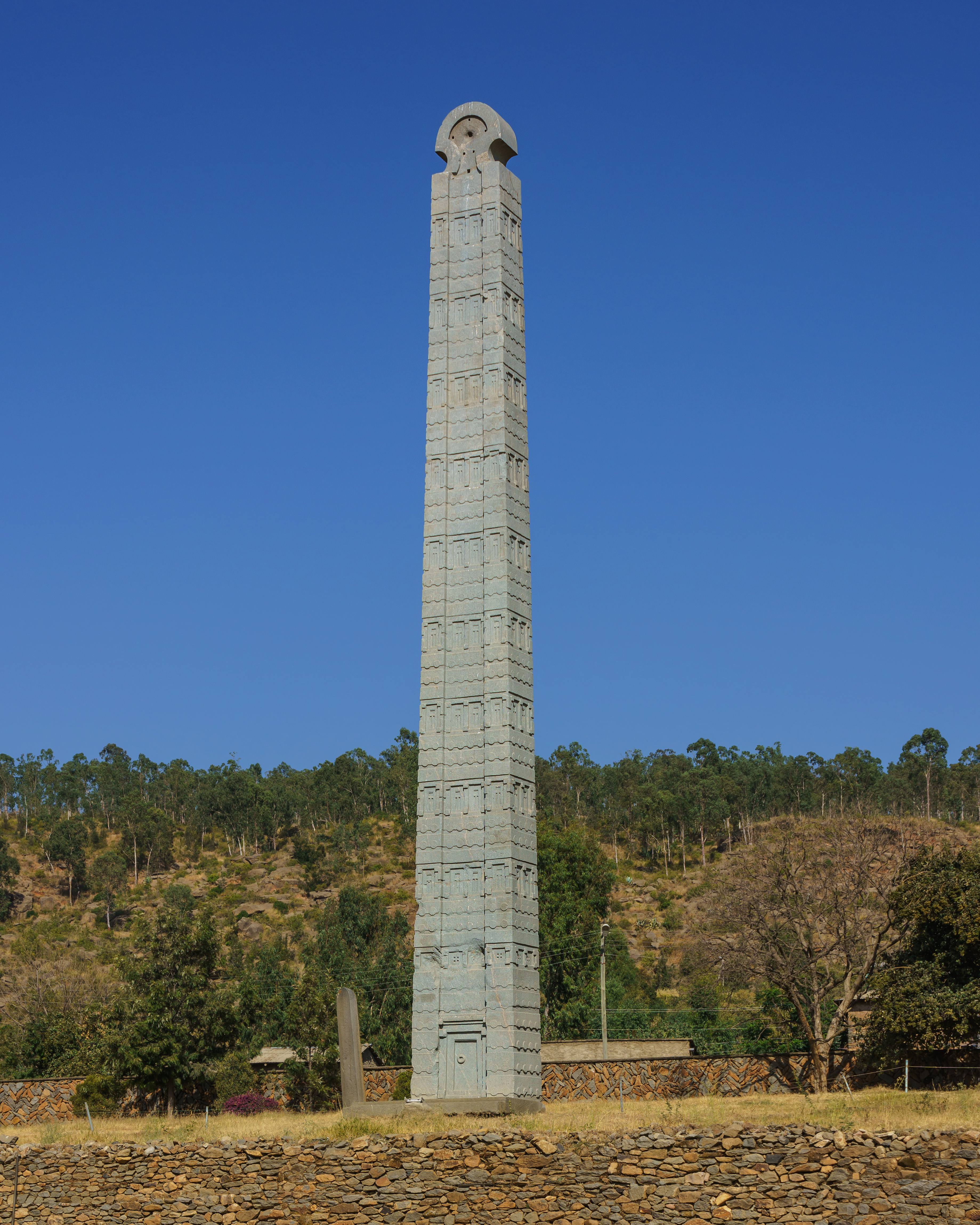
Aksumský obelisk

Na etiopském území žijí lidé již po dobu několika milionů let. Právě zde byly také nalezeny početné kosterní pozůstatky lidských předků rodu Ardipithecus a Australopithecus. Nepřetržitá přítomnost člověka je zde prokázána zhruba od roku 1 000 000 př. n. l. do období kolem roku 4000 př. n. l. Ze starších etiopských legend je nejvýznamnější pověst o královně ze Sáby a králi Šalomounovi, jejichž syn Menelik I. měl nastoupit na trůn roku 982 př. n. l a být zakladatelem šalomounovské dynastie. Tato dynastie pak v Etiopii s přestávkami vládla téměř dvě tisíciletí až do roku 1974, kdy byla monarchie svržena komunistickým převratem.
Prvním lépe zdokumentovaným historickým státním útvarem zde byla aksumská říše, rozkládající se vedle etiopského území také v jihozápadní Arábii.
Zhruba někdy po roce 325 přijal aksumský vládce Enzana zásluhou svatého Frumentia křesťanství. Země udržovala kontakty s antickým světem, rozvíjela se architektura, umění i řemeslná výroba, razily se také mince. Vrcholu svého vývoje se říše dočkala v první polovině 6. století za vlády císaře Kaleba, který velkou část svého života strávil boji s židovskými povstalci v arabské části říše. Po jeho smrti nastal úpadek, neboť říše o arabská území přišla a oblast v druhé polovině 6. století ovládla sásánovská Persie. V aksumské říši se používal zejména jazyk ge'ez a v obchodních stycích se zahraničím se používala i řečtina.

### Období izolace a bojů smuslimy
Kvůli územním ztrátám a později také expanzi muslimů se aksumská říše dostala do izolace. Upadl obchod a řemesla a namísto peněz se začal znovu používat směnný systém. Někdy v 8. až 9. století rozsáhlý úpadek vyústil v povstání židovského kmene Falašů vedeného královnou Yodit. Po jeho potlačení se k moci v regionu dostala v polovině 12. století dynastie Zagwe, za níž dosáhla vrcholu klášterní architektura.
Po zaniklé aksumské říši převzali tito noví vládci křesťanství, jazyk ge'ez a státotvornou tradici. Po roce 1270 se zagewská dynastie dobrovolně vzdala moci ve prospěch původní dynastie Šalomounů, která přijala titul císařů. V zemi trval rozkvět a upevnilo se i feudální zřízení. V následujících staletích se množily ozbrojené střety zejména s muslimy na východě Afrického rohu, předně s Adalským sultanátem. Přes dílčí etiopské úspěchy moc muslimů v regionu nadále sílila. Kritická situace nastala roku 1529, kdy muslimský vládce Amhad Graňň zaútočil na etiopské území a téměř se mu podařilo etiopský stát vyvrátit. V roce 1541 však připluli Etiopanům na pomoc Portugalci, s jejichž pomocí se podařilo muslimy v bitvě u jezera Tana porazit. Zhruba ve stejné době začali z jihu pronikat do Etiopie Oromové, kteří se v zemi poničené válkou usazovali, přejímali zdejší způsob života a náboženství a navždy tak změnili etnické složení obyvatelstva. Mnoho Oromů poté zastávalo významné pozice ve státní správě.

### Nové kontakty se zahraničím a boj skolonialismem

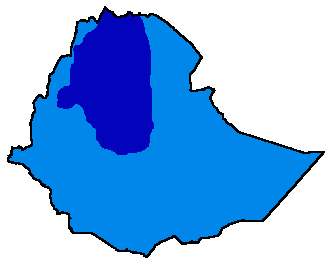
Rozsah Menelikových výbojů.
Etiopské císařství před započetím výbojů
Etiopské císařství ke konci Menelikovy vlády

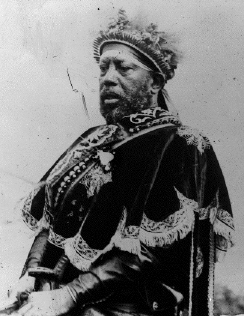
Etiopský císař Menelik II.

Nový problém představovali Portugalci a zejména jezuitští misionáři, kteří sem s nimi přišli. Etiopští císaři se ocitli pod silným tlakem, aby přestoupili na katolickou víru, a přestože se o to někteří z nich pokusili, například Ze Dingil či Susneos, lidový odpor byl tak silný, že oba později přišli o vládu. Susneův syn Fasiladas posléze misionáře ve 30. letech 17. století ze země vyhnal. Za Fasilova nástupce Ijasua I. došlo k obnovení silného postavení Etiopie, roku 1636 bylo také založeno nové hlavní město jménem Gondar. Po smrti tohoto císaře ale nastal značný úpadek císařské moci a na dění ve státě měli stále větší vliv feudální šlechtici. Toto období vyvrcholilo v letech 1784 až 1855, kdy etiopští vládci panovali pouze nominálně a namísto nich rozhodovali aristokraté. Do historie se zapsalo jako Zemene Mes'afint, doba princů.
Úpadek panovnické moci se snažil zastavit císař Tewedros II., panující od roku 1855. Tento krutý a úspěšný panovník byl talentovaný vojevůdce. Přestože dospěl k mnoha vojenským úspěchům a pokoušel se o modernizaci země, nepodařilo se mu získat nutnou podporu zahraničních mocností. Kvůli konfliktu s britským konzulem Cameronem, jehož nechal paranoidní Tewedros uvěznit, si znepřátelil Velkou Británii. To vedlo nakonec k intervenci britských vojsk, která způsobila císařovo sesazení, po němž spáchal sebevraždu. O nový pokus o centralizaci moci se pokusil Johannes IV., který nastoupil na trůn roku 1871. Úspěšně se ubránil proti egyptskému vpádu a bojoval na popud Velké Británie také se súdánskými mahdisty, jimiž však byl poražen. Dostal se též do konfliktu s Itálií, která si v oblasti dnešní Eritreje vytvářela zázemí pro další postup v regionu.

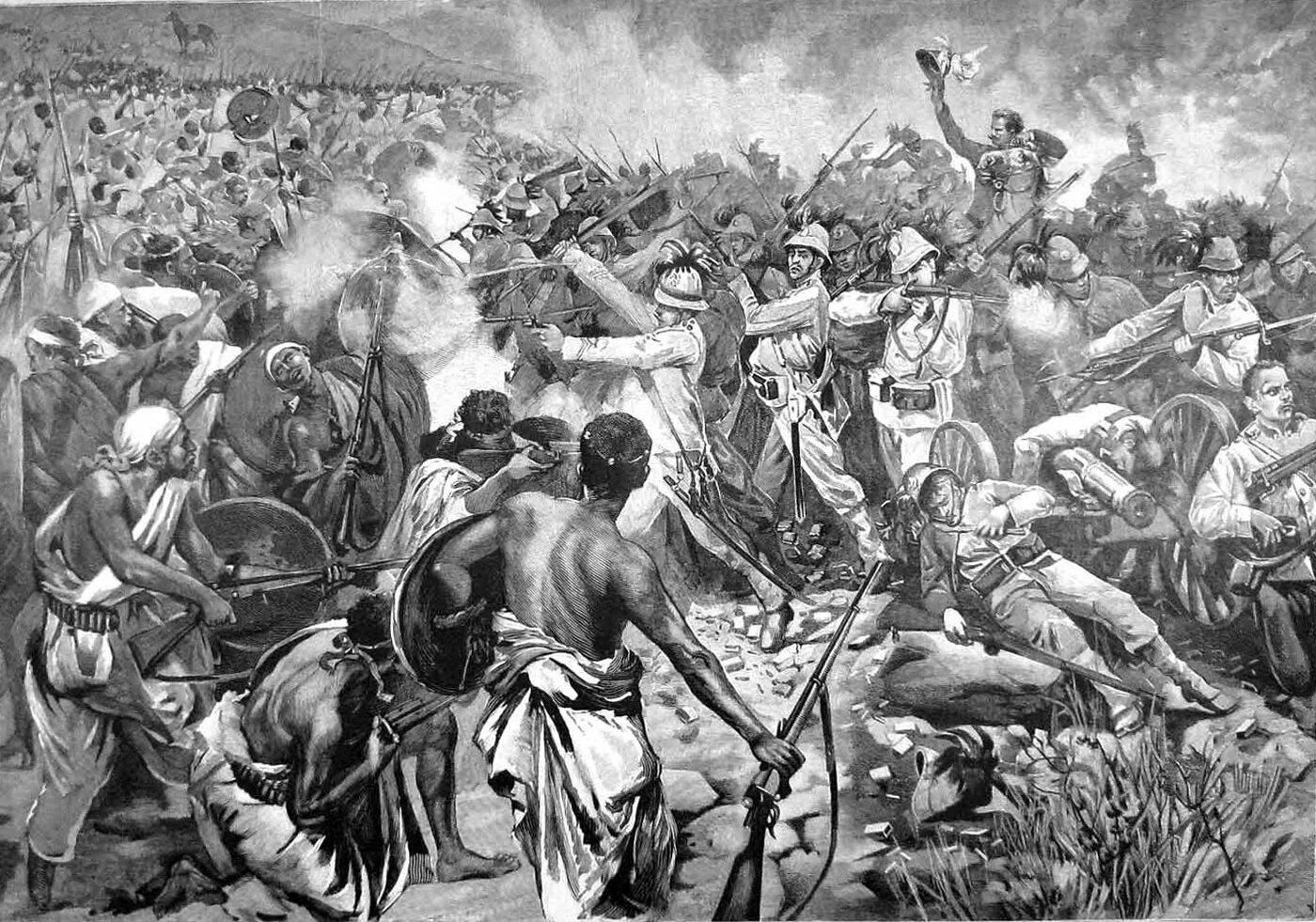
Porážka italské armády u Adwy během první italské invaze do Etiopie roku 1896

Italy se podařilo zastavit až za vlády dalšího císaře, Menelika II., jenž rozdrtil italská vojska v bitvě u Adwy (Aduy) roku 1896. Zároveň za jeho vlády proběhla radikální expanze na jih a jihovýchod, což vedlo k posílení státních financí a obranyschopnosti státu. Začala se stavět první železnice mezi Addis Abebou, novým hlavním městem, a tehdy francouzským Džíbútí, budovaly se též nové mosty a silnice. Menelik vládl až do roku 1913, po jeho smrti se dostal k moci Menelikův vnuk Ijasu, avšak během první světové války byl svržen a moci se chopil šlechtic, neboli ras, Tafari Makonen, nejdříve jako regent, později jako svrchovaný panovník Haile Selasie I.

### Moderní dějiny

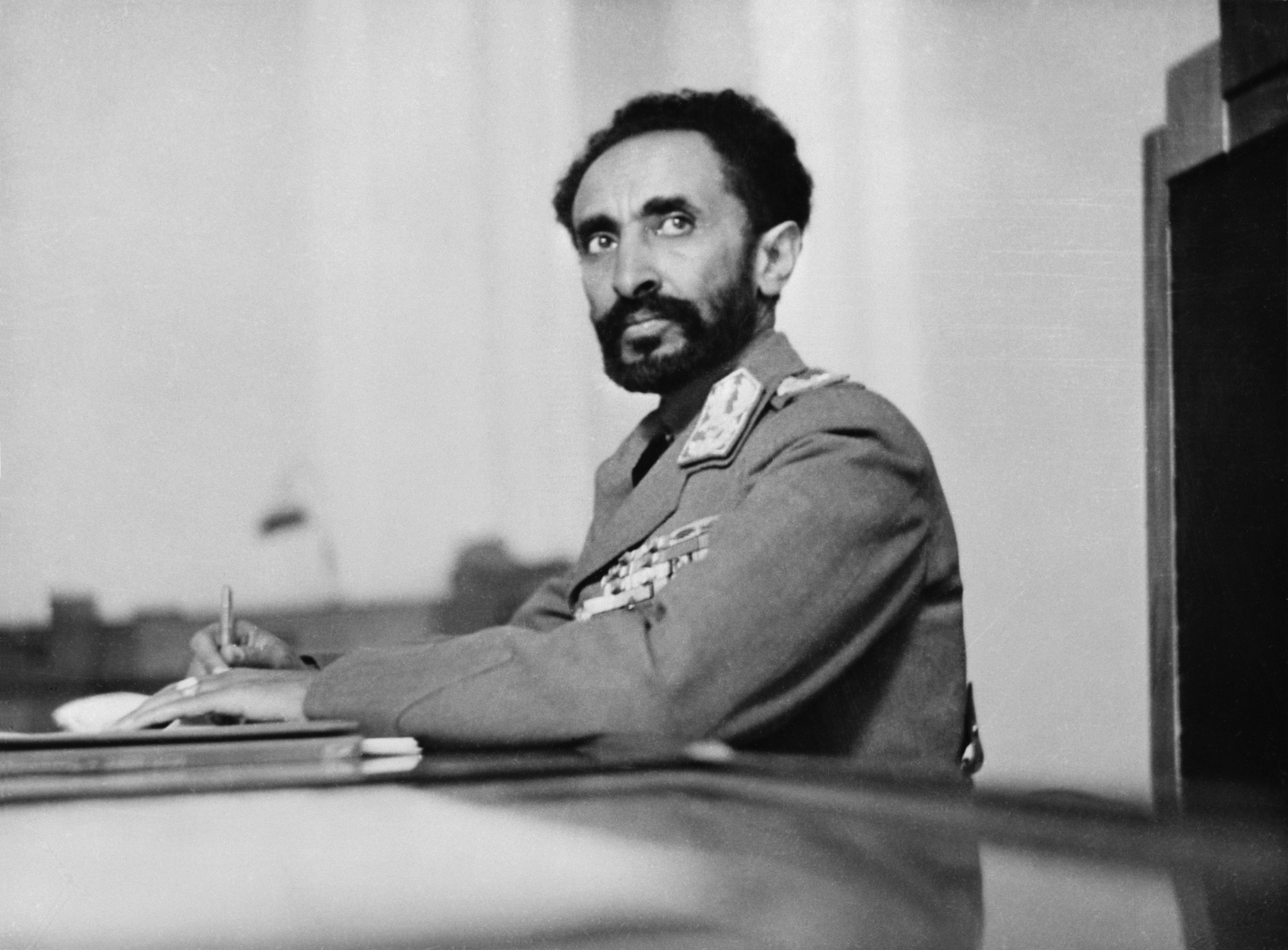
Poslední etiopský panovník Haile Selassie I.

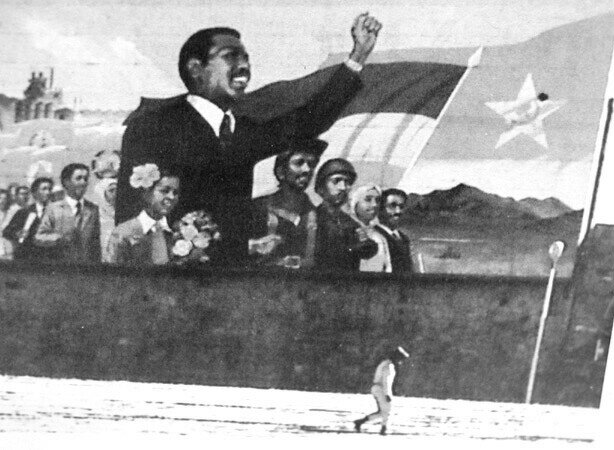
Propaganda oslavující komunistického diktátora Mengistu Haileho Mariama

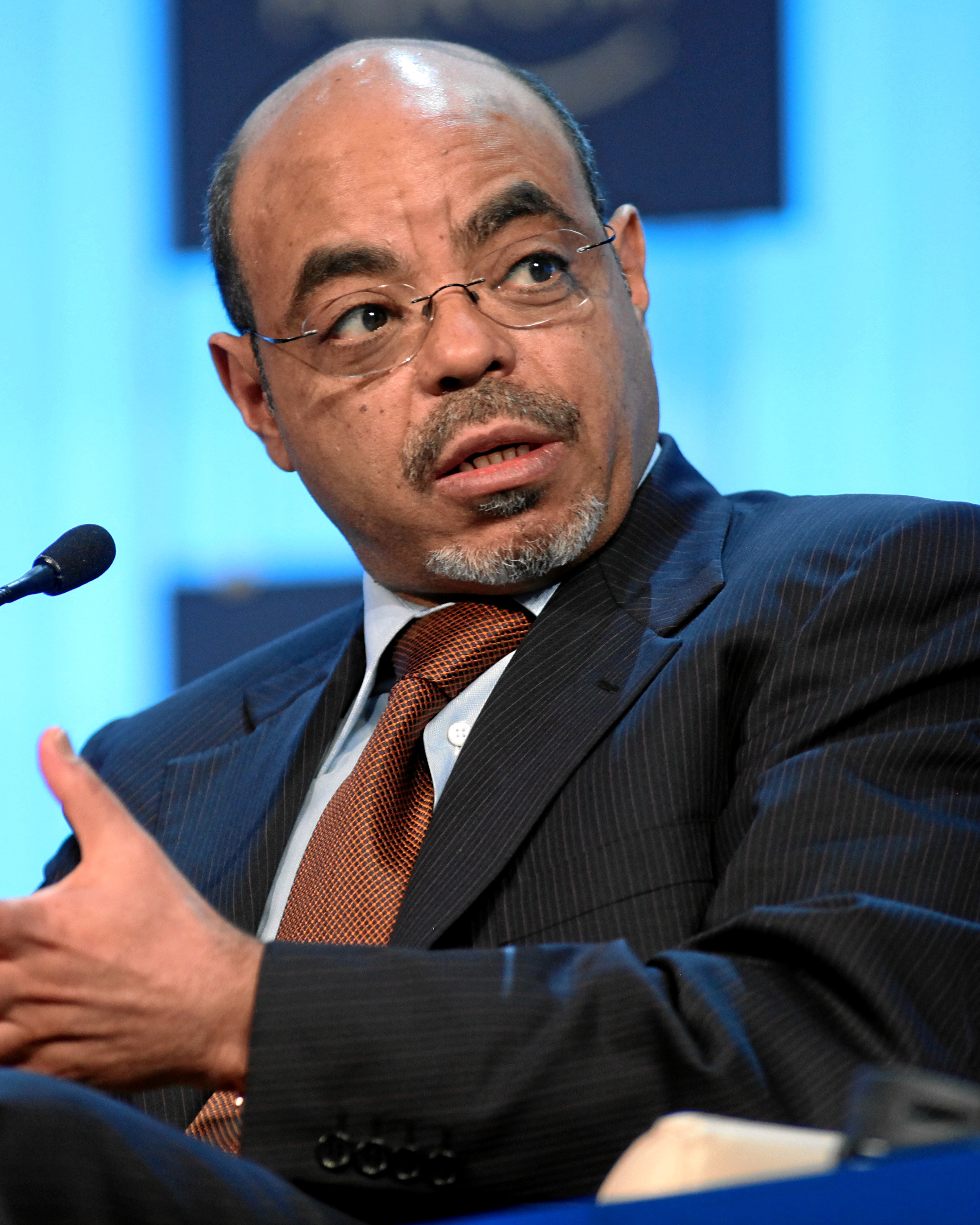
Meles Zenawi, který vládl v Etiopii od svržení komunistického režimu roku 1991 do své smrti v roce 2012

Haile Selassie I. se pokoušel o soustředění moci ve svých rukou, aby dokázal provádět další reformy, jimž se mnohé složky společnosti, zejména šlechta a církev, urputně bránily. Jeho snahu přerušila etiopsko-italská válka, v jejímž důsledku byl roku 1936 císař nucen odejít do exilu, zatímco Etiopii dobyla, někdy i za pomoci chemických zbraní, a okupovala italská armáda. Během druhé světové války se s pomocí Britů podařilo roku 1941 dobýt etiopské území nazpět. Následně se díky úspěšnému diplomatickému jednání zdařilo získat Haile Selassiemu pod svou kontrolu také původní italskou kolonii Eritreu. Proti vládě císaře a pomalému tempu jeho reforem postupně rostl odpor, který vyvrcholil roku 1960 pokusem o puč. Přestože byl pokus o převrat potlačen, v zemi nepřestávalo působit sociální pnutí. Císař si postupně znepřátelil reformám nakloněnou střední vrstvu, studentstvo i nižší armádní důstojníky. Právě tito příslušníci armády vinili císaře a přežívající feudální systém ze společenských problémů a ze své vlastní chudoby. Vláda Šalomounovců postupně ztratila důvěru obyvatelstva, což se projevilo roku 1974, kdy byl etiopský císař svržen a monarchie zrušena.
V následujících letech vládl v zemi takzvaný derg (rada), v jehož čele stanul armádní důstojník Mengistu Haile Mariam. Ten, inspirován několika konkurenčními marxistickými stranami, které vznikly ze studentských hnutí, zavedl v Etiopii pozemkovou reformu, zestátnění podniků a násilný teror proti domnělým i skutečným opozičním silám, který vedl ke statisícům zavražděných či umučených lidí a k nuceným přesunům obyvatelstva. Následkem sucha v 80. letech se ekonomika státu prakticky zhroutila, což vyústilo v posílení opozičních sil, jež vedly proti vládě neustálý ozbrojený konflikt. K situaci v zemi nepřispěla ani etiopsko-somálská válka v letech 1977 až 1978, kterou se podařilo vyhrát díky podpoře Sovětského svazu. Sovětské zájmy a podpora režimu v Etiopii byla součástí velmocenského zápasu studené války v zemích tzv. třetího světa. Ačkoliv byl totiž původně Sovětský svaz spojencem Somálska, kde držela moc v rukou levicová vláda, pro sovětskou vládu bylo výhodnější podporovat dlouhodobě Etiopii, zejména kvůli jejímu většímu materiálnímu zajištění a ideologicky bližšímu režimu. I podpora východního bloku ale koncem 80. let skončila vzhledem k jeho postupnému úpadku. Mengistova vláda ztratila domácí i zahraniční podporu, byla následně roku 1991 svržena a o dva roky později vyhlásila Eritrea, dosud pod etiopskou nadvládou, nezávislost. Na základě nové ústavy z roku 1994 se Etiopie stala federativní republikou rozdělenou na etnickém základě. Volby v zemi vyhrála o rok později Etiopská lidová revoluční demokratická fronta (EPRDF), která Etiopii vládne dodnes. Této straně se během posledních dvaceti let podařilo v zemi vytvořit autoritářský systém, který udržuje s pomocí represí a nestandardního vedení voleb. Premiérem a vůdcem EPRDF byl do své smrti v roce 2012 Meles Zenawi. 
Etiopie zůstává jednou z nejchudších zemí na světě, pozitivnímu vývoji nepomohla také eritrejsko-etiopská válka v letech 1998 až 2001, která vedla ke 100 000 mrtvých. Válka ekonomicky vysílila obě země, většina rozvojových projektů byla přerušena a jejich vývoj vržen o několik let nazpátek. V roce 2018 v zemi vypuklo kmenové násilí, které ze svých domovů vyhnalo téměř milion lidí. V roce 2020 vypukla válka v Tigraji mezi povstalci z Tigrajského státu, který je jedním ze svazových států Etiopie, a etiopskou vládou. Masakry civilního obyvatelstva si vyžádaly stovky obětí. Do války se zapojila i sousední Eritrea. Do roku 2022 si válka a s ní související hladomor vyžádaly životy až 500 000 lidí.

## Státní symboly

### Vlajka
Etiopská vlajka je tvořena listem o poměru stran 1:2 se třemi vodorovnými pruhy – zeleným, žlutým a červeným. Uprostřed je umístěn státní znak o velikosti asi poloviny šířky vlajky.
Barvy tvořící základ etiopské vlajky, doplněny o černou, jenž symbolizuje africký lid, byly přijaty za symbol Africké jednoty (předchůdce Africké unie) – panafrické barvy. Můžeme je nalézt na státních vlajkách mnoha dalších afrických zemí. 

### Znak
Etiopský státní znak je tvořen modrým, kruhovým polem se zlatým pentagramem (pečetí krále Šalamouna), hrotem vzhůru. Mezi hroty je pět žlutých paprsků.

## Geografie

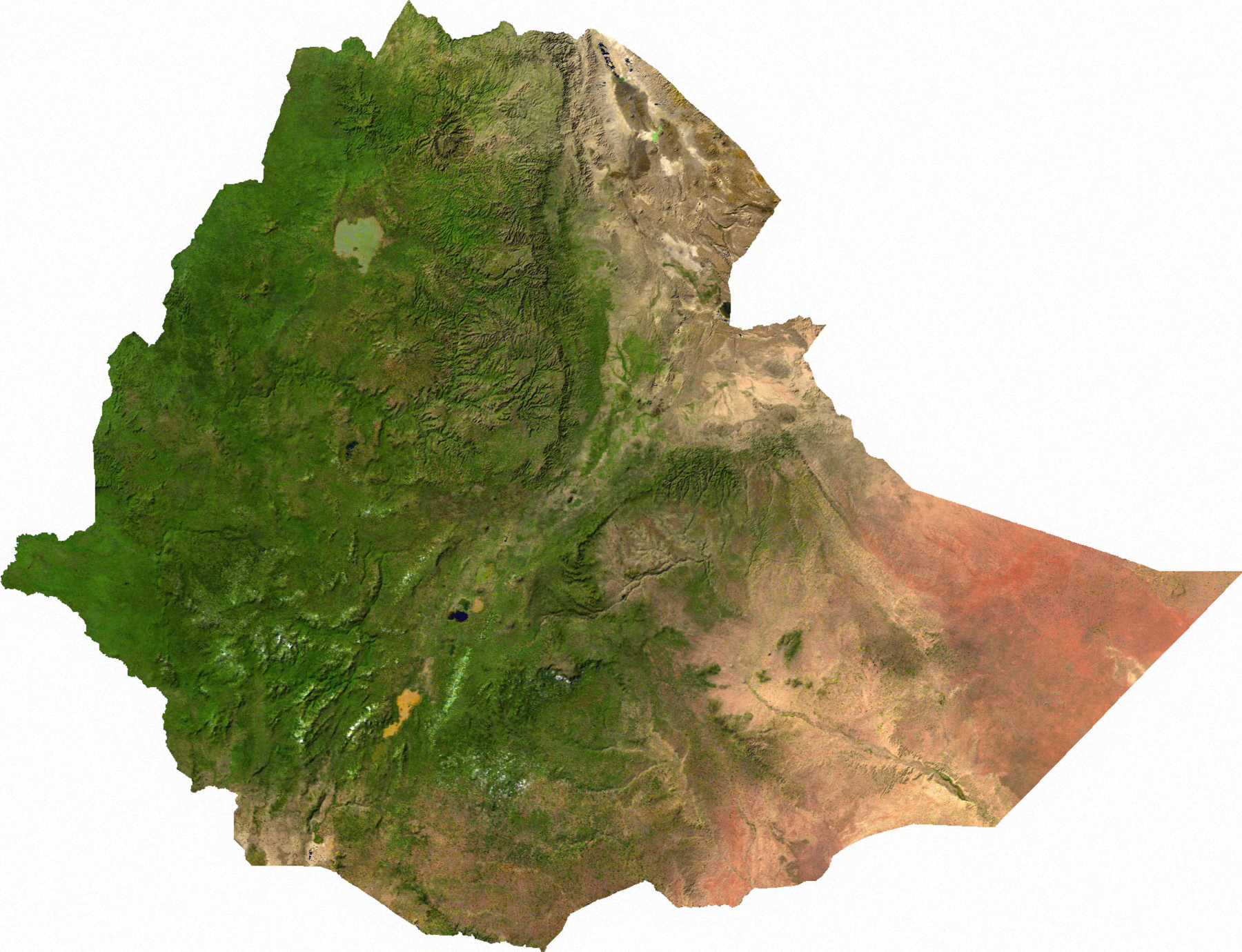
Satelitní snímek Etiopie

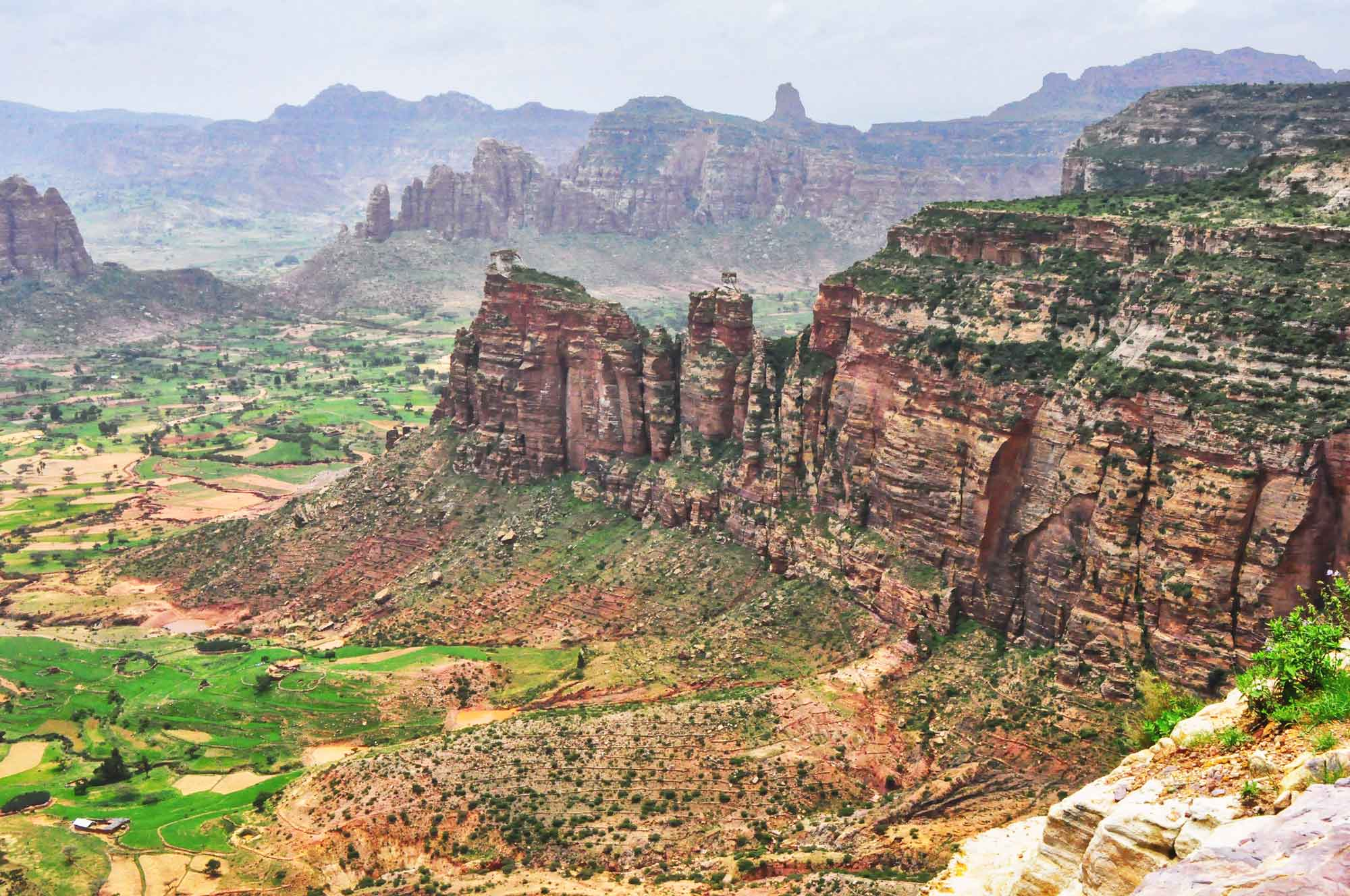
Etiopská vysočina na severu Etiopie v regionu Tigraj

Etiopský stát se nachází ve východní Africe v oblasti zvané Africký roh, poblíž jižní části Rudého moře. Je to stát vnitrozemský, o pobřeží přišel po vyhlášení nezávislosti Eritreje v roce 1993. Celková rozloha činí 1 127 127 km2. Sousedí se Súdánem a Jižním Súdánem na západě, Eritrejí na severu, Džibutskem a Somálskem na východě a Keňou na jihu.
Etiopii dominuje rozsáhlá náhorní plošina nacházející se ve středu země, rozdělená na dvě části Velkou příkopovou propadlinou. Výška plošiny se průměrně pohybuje mezi 1500 a 3000 m n. m., celý masiv je charakterizován horskými hřebeny rozdělenými hlubokými roklemi a říčními údolími, a to převážně v severní části. Plošina se pomalu svažuje do nížin na západ do oblasti Súdánu a do jihovýchodní části Etiopie obývané Somálci. Nejvyšším bodem je Ras Dašen (Bejeda) s 4620 metry nad mořem. Naopak nejnižším bodem je Danakilská proláklina dosahující 115 metrů pod hladinou moře, jedná se také o jedno z nejteplejších míst na světě. Vzhledem ke geologické aktivitě Velké příkopové propadliny je v její blízkosti možný častější výskyt zemětřesení a sopečné činnosti.
Obdělává se zhruba 17 % půdy, přestože podíl půdy použitelné k orbě je vyšší. V důsledku intenzivní deforestace posledních 30 let je zalesněno pouze zhruba 10 až 15 % území. Zbytek je využíván pro pastvu, pakliže není příliš drsný, suchý či neúrodný, aby se dal využít k obhospodařování. Země silně trpí nadměrným využíváním pastvin, erozí, desertifikací a častými suchy, což v některých oblastech způsobuje v suchých obdobích nedostatek vody.
V rámci Velké příkopové propadliny se na jihu rozkládá rozsáhlá síť jezer, největší přírodní vodní nádrž je však jezero Tana nacházející se na severozápadě. Nejvodnější etiopskou řekou je Modrý Nil, který spolu s Tekeze a Barem vtéká na západě, již na území Súdánu, do Nilu. Řeka Awaš naopak teče na východ, kde se vlévá do slaných jezer v Danakilské proláklině. Z velkých řek je třeba zmínit také Genali a Šebeli, tekoucí na jihovýchod do Somálska, a Omo, která ústí do jezera Turkana na hranicích s Keňou.
Etiopie je domovem rozličných živočišných druhů, mezi něž patří typičtí zástupci africké fauny, například lev, leopard, gepard, hroch, slon, zebra, různé druhy opic a gazel, žiraf, stejně tak i ptáci jako plameňák, pelikán, husa, čáp, ibis či marabu. V oblasti se také nacházejí i druhy endemické, omezené na jedno menší území – těmi jsou například nyala horská, vlček etiopský nebo dželada. Rozmanité je také rostlinstvo. Ve vysokohorských oblastech převládají jehličnaté lesy, vřesy a mlžné pralesy, v nížinách se rozkládají spíše listnaté stromy, deštné pralesy, rostou zde často liány. Na pláních se nacházejí ve velkém množství kaktusy, sukulenty a velké sykomory. V teplých oblastech je možno nalézt nepravý banán známý jako ensete. Poblíž hlavního města roste v hojném množství eukalyptus, dovezený do země z Austrálie. Jednou z nejznámějších a nejvýznamnějších etiopských plodin je káva, která pravděpodobně z Etiopie také původně pochází.

### Podnebí
Území Etiopie se nachází v tropické monzunové oblasti. Její podnebí je velmi rozmanité, a to zejména vzhledem k rozdílům v nadmořské výšce. V oblastech nad 1500 m n. m. převažují denní teploty mezi 16 a 30 °C, střídané chladnějšími nocemi. V níže položených oblastech, například v Dire Dawě nebo Afarsku, jsou teploty výrazně vyšší, v oblasti Danakilské pouště dosahují teploty 40 °C. Někdy se nížiny vyznačují též vysokou vlhkostí vzduchu. V Etiopii se střídají období sucha a období dešťů. Během ledna a února převažují občasné deště – pokud tyto nejsou dostatečné, hrozí hladomory. Od konce února až do června trvá v zemi suché období, po němž přicházejí od poloviny června do poloviny září silné deště. Intenzivní srážky zanechají v půdě dostatek vláhy, která vydrží zhruba do prosince a ledna, kdy opět přicházejí sucha, následovaném od poloviny ledna občasnými dešti.

## Vláda a politika

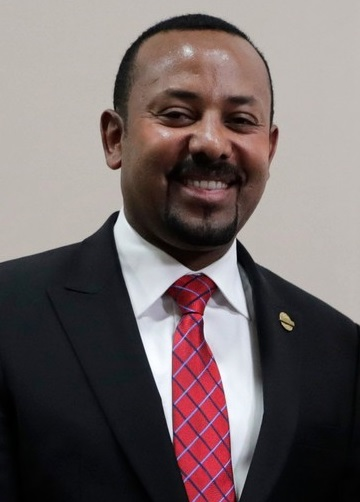
Abiy Ahmed, etiopský premiér od roku 2018

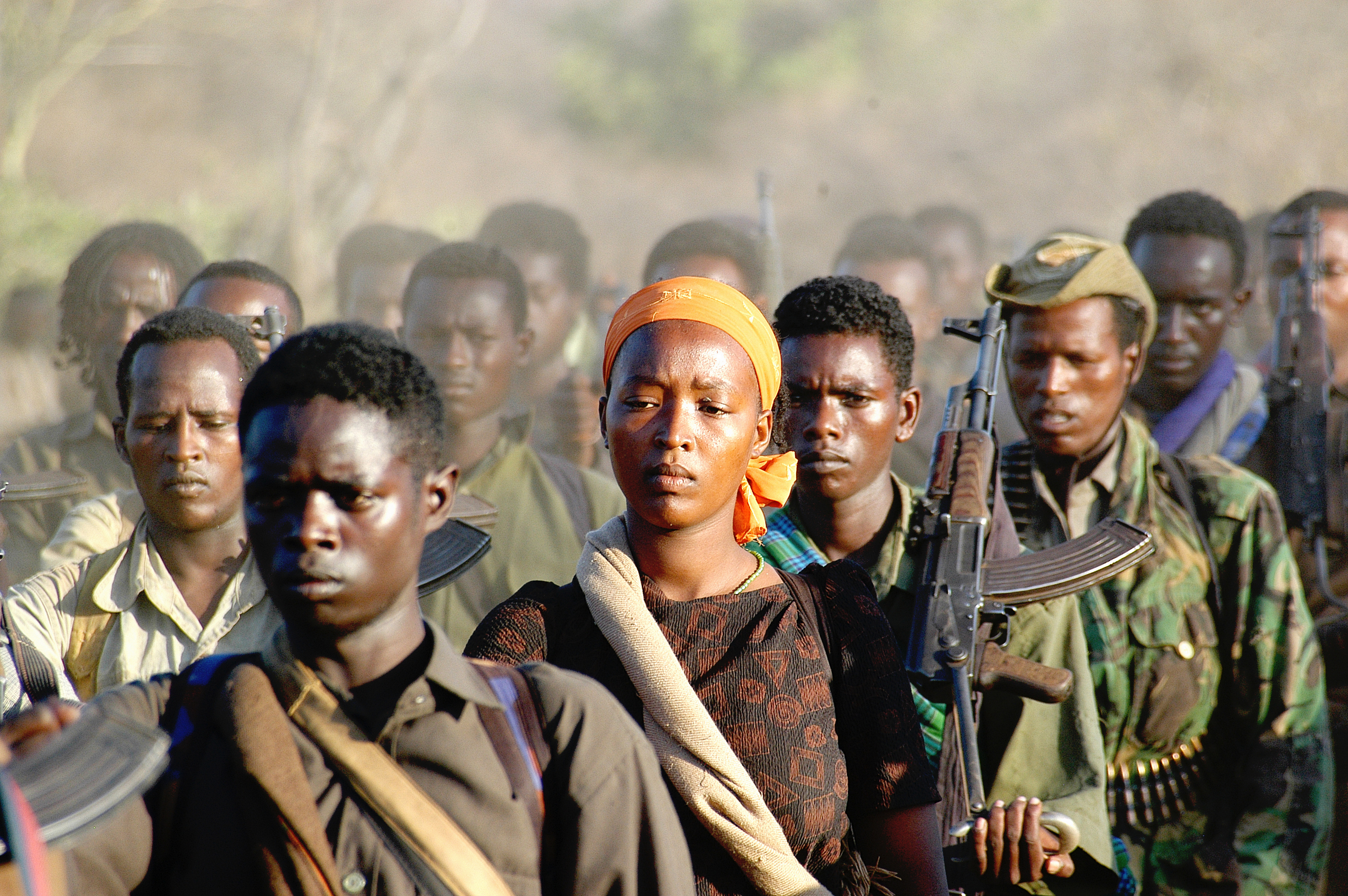
Příslušníci Oromské osvobozenecké fronty během pochodu do Keni

Etiopie je federativní parlamentní republikou. Jednotlivé státy federace, vytvořené na etnickém základu, mají právo ratifikovat vlastní regionální ústavy, uvádět v platnost zákony a vytvářet i spravovat vládní funkce. Mohou se též od mateřské země odtrhnout. Zákonodárnou moc představuje dvoukomorový parlament skládající se z horní Komory federace mající 108 křesel a dolní Komory lidových zástupců skládající se z 548 křesel. Zatímco členové horní komory jsou voleni parlamentními shromážděními jednotlivých států federace, dolní komora je volena ve všeobecném hlasování. Volební právo mají všichni občané od 18 let. Hlavou státu je prezident, volený oběma komorami parlamentu na šestileté období. Současným prezidentem Etiopie a hlavou státu je Sahle-Work Zewdeová, historicky první žena v této funkci. Předseda vlády, představitel výkonné moci, je volen z členů Komory lidových zástupců. Je také zároveň vrchním velitelem ozbrojených sil. Tento post zastával zastupující předseda vlády Hailemariam Desalegn, který nastoupil po smrti Melese Zenawiho v srpnu 2012. Nejvyšší soudní autoritou je Nejvyšší federální soud, jeho členové jsou navrhováni předsedou vlády a schvalováni dolní komorou parlamentu.
Ústava, ukotvující oddělenou moc zákonodárnou, soudní a výkonnou, byla ratifikována v prosinci 1994. V zemi existuje systém více politických stran, ačkoliv dle organizace Freedom House v praxi principy demokratického zastoupení nefungují – v posledních volbách v květnu 2015 vyhrála vládnoucí strana Etiopská lidová revoluční demokratická fronta (EPRDF) 100 % hlasů. Již v roce 2010 si k podobnému volebnímu výsledku vládnoucí režim dopomohl zejména díky nestandardním zákrokům během voleb, opakovanému pronásledování odpůrců, represím, porušování práva na shromažďování a spolčování a takřka absenci nezávislých médií. Podle Nadace Bertelsmann federální systém zůstává téměř pouze na papíře – EPRDF udržuje nad jednotlivými regionálními vládami přísnou kontrolu. Kvůli nepokojům vyhlásil premiér Desalegn v říjnu 2016 výjimečný stav, který trval do srpna roku 2017. Poté, co v únoru 2018 premiér rezignoval na svou funkci, vyhlásila etiopská vláda opakovaně výjimečný stav. Vláda ve svém prohlášení uvedla, že důvodem vyhlášení druhého výjimečného stavu za poslední dva roky, jsou protesty, které si vyžádaly oběti na životech i zranění, vyhnaly část obyvatel z domovů a připravily je o majetek.
Zatímco v centrální části země má vláda situaci pevně v rukou, v mnoha odlehlejších oblastech proti ní bojují různá osvobozenecká hnutí. Mezi jinými se jedná o Oromskou osvobozeneckou frontu (OLF), Ogadenskou národně osvobozeneckou frontu (ONLF), případně Afarskou národně osvobozeneckou frontu, doprovázené dalšími menšími organizacemi. Neklidnou situaci dokreslují časté krvavé kmenové srážky o vodu a půdu v jižních částech Etiopie. Vedle toho mezi lety 2006 a 2008 explodovalo v Addis Abebě a dalších městech několik bomb, které zabily zhruba 20 lidí. Není známo, kdo za těmito činy stál. Ministerstvo zahraničí Spojených států amerických a organizace Human Rights Watch uvádějí, že lidé podezřelí ze sympatií k politické opozici, případně osvobozeneckým hnutím, jsou oběťmi porušování lidských práv, mezi něž často patří popravy bez soudu, znásilňování, mučení či svévolné zatčení. Řada umělců, sportovců či diplomatů utíká do zahraničí a žádá o azyl. Země má silné problémy s korupcí. Nižší úrovně státní správy trpí úplatkářstvím a inkompetencí, vyšší politické špičky používají úplatky k udržení loajality ve vlastní straně i vládě. Silně zkorumpovaná je i justice, která ani plně nefunguje ve všech oblastech země. Zároveň je soudní moc pod silným vlivem moci výkonné. Na druhou stranu Freedom House upozorňuje, že přes určité korupční praktiky samotné vlády se objevuje ve vládnoucí třídě snaha tyto problémy řešit a korupční aktivity omezit.

### Administrativní systém

Mapa administrativního dělení Etiopie

Území Etiopie se dělí na 12 etnicky založených federálních států a 2 samosprávné městské oblasti. Hlavním městem je Addis Abeba, která je sídlem stejnojmenné městské samosprávné oblasti, přičemž její území je obklopeno územím státu Oromie. Mezi další státy patří Afarsko, Amharsko, Beningšangul-Gumuz, Gambela, Harari, Jižní Etiopie, Sidama, Somálský stát, Stát lidu jihozápadní Etiopie, Střední Etiopie a Tigraj. Druhým samosprávným městem je Dire Dawa. Státy se dále dělí na okresy (wereda) a obce (kebele).
Mezi nejvýznamnější města patří Addis Abeba (zhruba 3 147 000 obyvatel), dále pak Dire Dawa (306 000), Adama (dříve Nazareth; 251 000), Gondar (213 000), Džima (174 000), Desje (186 000), Mekele (184 000), Bahir Dar (183 000), Awassa (137 000), Harar (131 000) a Gambela (33 000).

### Zahraniční vztahy

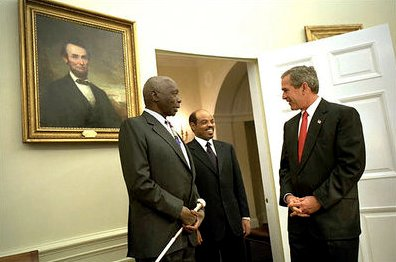
Meles Zenawi spolu s keňským prezidentem Danielem arap Moiem a americkým prezidentem Georgem W. Bushem v Oválné pracovně Bílého domu, prosinec 2002.

Etiopie po dobu své existence udržovala kontakty s mnoha okolními národy i s evropskými křesťanskými státy. V moderní době se významněji projevila na světové scéně roku 1896, když se etiopskému císaři Menelikovi II. podařilo porazit v bitvě u Adwy italská vojska. Roku 1923 se stala členem Společnosti národů, po druhé světové válce začala v mezinárodním dění hrát i významnější pozici. Byla mimo jiné zakládajícím členem Organizace spojených národů a etiopský císař Haile Selassie I. stál u zrodu Organizace africké jednoty, dnes Africké unie. Etiopský stát se také účastnil misí OSN v Koreji a Kongu, později též v Burundi, Libérii a Rwandě. Zatímco etiopský panovník se orientoval zejména na Spojené státy, vláda dergu, jež nastoupila po převratu roku 1974, orientovala celou zemi směrem k východnímu bloku komunistických zemí a Sovětskému svazu. Po roce 1991 obnovila nová etiopská vláda kontakty se Spojenými státy a obecně udržuje mírové kontakty s většinou afrických a evropských zemí. Výjimku představuje Eritrea, s níž dosud nevyřešené spory ohledně hranic vedly k vypuknutí eritrejsko-etiopské války v letech 1998 až 2001. Vztahy mezi těmito dvěma státy zůstávají nadále chladné, po obou stranách hranice udržují obě země vojska o síle asi 100 000 mužů. Etiopie se také snaží svého souseda konstantně držet v diplomatické izolaci. Následkem těchto událostí udržuje Etiopie dobré vztahy s Džibutskem a Súdánem, aby si tak zajistila přístup k mořským přístavům.

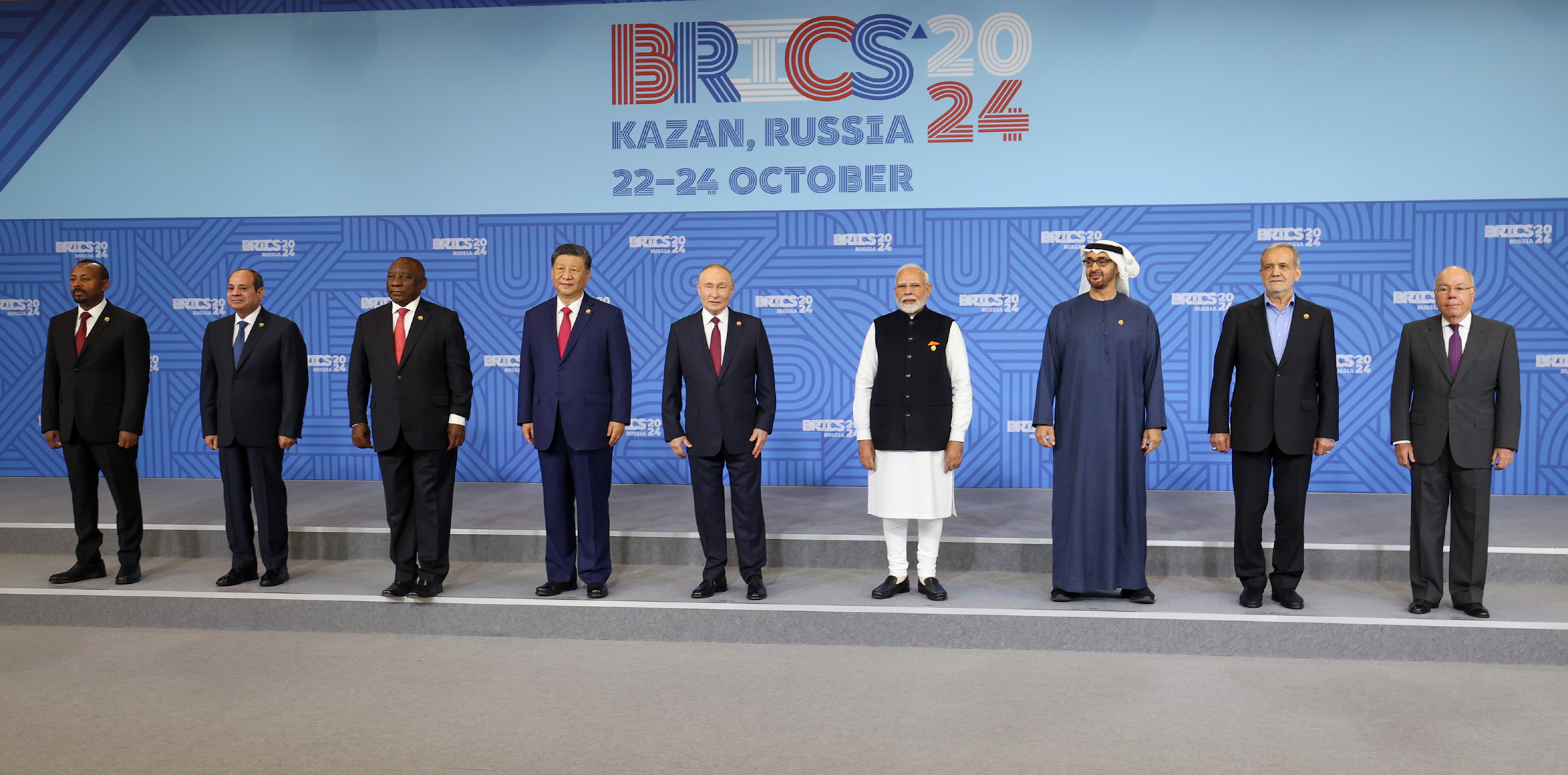
Etiopský premiér Abiy Ahmed a ostatní představitelé členských států uskupení BRICS v říjnu 2024

Dalším zdrojem napětí je občanská válka v Somálsku, kde Etiopie zasáhla během roku 2007 proti Svazu islámských soudů a do ledna 2009 prováděla v somálské oblasti vojenské operace, během nichž zasáhla i proti etiopským disidentům skrývajícím se na somálském území. Etiopie nadále považuje probíhající konflikt v Somálsku za jeden z důležitých bezpečnostních faktorů v regionu. Udržuje také vztahy se Somalilandem, jednou z odtržených částí Somálska, který umožňuje Etiopii využívat svých přístavů. Počátek války proti teroru znamenal upevnění vztahů s USA i západoevropskými státy – Etiopie je v této době považována za důležitého spojence v boji proti islámskému fundamentalismu.

#### Vztahy sČeskoslovenskem a Českem
Diplomatické vztahy navázala Etiopie s Československem po první světové válce. Zájmy Československa v této době zastupovalo francouzské velvyslanectví. Co se týče obchodní výměny, v meziválečném období byly do Etiopie dodávány především zbraně. Roku 1955 Československo zřídilo v Etiopii vyslanectví, o čtyři roky později velvyslanectví. Roku 1959 byla rovněž podepsána Smlouva o přátelství a Dohoda o kulturní, vědecké a technické pomoci. Do země poté přišli českoslovenští odborníci, díky spolupráci mezi oběma státy vzniklo několik továrních podniků a v Hararu byla postavena s československou pomocí také nemocnice. Od roku 2004 zde probíhá projekt Postavme školu v Africe ve spolupráci české humanitární organizace Člověk v tísni a skautské organizace Junák. Roku 2007 byla mezi Českem a Etiopií podepsána Dohoda o zamezení dvojímu zdanění a prevenci daňových úniků, pro rozdíly v hospodářské politice obou států však dosud nebyla podepsána již připravená Dohoda o podpoře a vzájemné ochraně investic. Na českých vysokých školách také studovalo několik generací etiopských studentů. Přesto vzájemné kulturní a vědecké styky nejsou velmi rozšířené. Pro občany ČR platí vízová povinnost.

### Obrana a bezpečnost

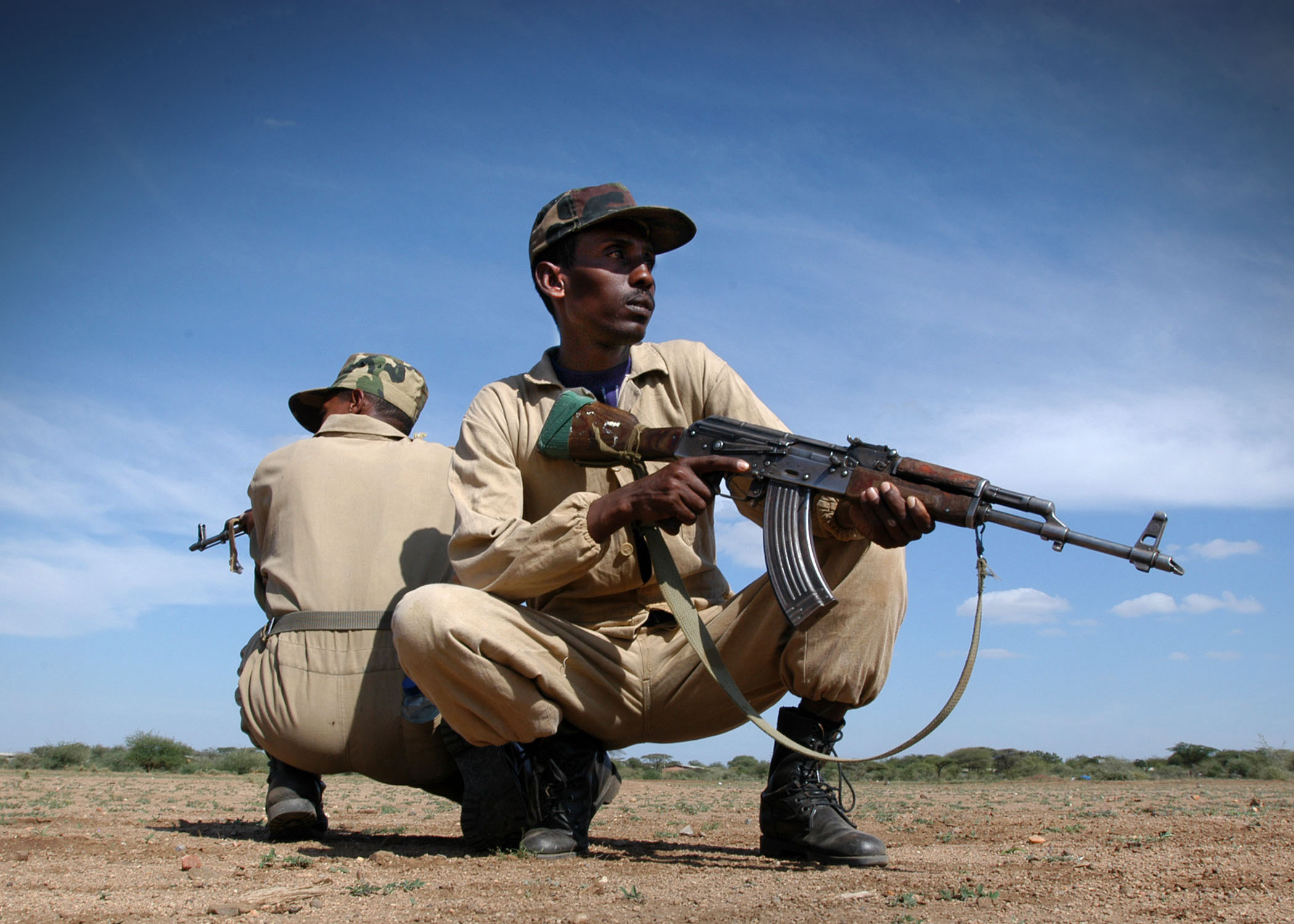
Etiopští vojáci

Etiopská armáda, pod souhrnným názvem Etiopské národní obranné síly, sestává zhruba z 200 000 mužů, což ji činí jednou z největších armád na africkém kontinentu. Skládá se z pozemní armády a letectva, zatímco etiopské loďstvo bylo přenecháno Eritreji po jejím odtržení. Po pádu komunistického režimu byla původní armáda rozpuštěna a nahrazena guerillovými jednotkami povstalců. Nová armáda od té doby prochází s americkou pomocí postupnou transformací v moderní vojsko. Plánem vlády bylo vytvořit multietnickou armádu, avšak té stále dominují Tigrajové, kteří byli coby členové Tigrajské lidově osvobozenecké fronty spojenci EPRDF. Vojenská služba je postavena na dobrovolnickém principu, avšak v případě nutnosti je nastoupení do armády povinné. Minimální věk pro vstup do armády je 18 let. Armáda zůstává loajální civilní správě, proti lidovým nepokojům či povstalcům postupuje často brutálním způsobem, což vedlo k obvinění armádních složek ze zločinů proti lidskosti. Vzhledem ke společným zájmům Etiopie a USA prohlubují tyto dva státy v poslední době vojenskou spolupráci. Roku 2009 vynaložila Etiopie na vojenské potřeby 1,2 % HDP.
K roku 2005 Etiopie vlastnila 250 tanků, 400 vozidel, 400 kusů mobilního dělostřelectva, 50 raketometů a 48 letadel, mezi něž patřila letadla Su-27 a MiG-21. Toto armádní vybavení bylo většinou zakoupeno od ruských dodavatelů na přelomu let 1999 a 2000. V roce 2011 podepsala Etiopie obchodní smlouvu s Ukrajinou na nákup dalších 200 tanků T-72. Téhož roku získala izraelská firma BlueBird od etiopské vlády kontrakt na dodání bezpilotních letounů.

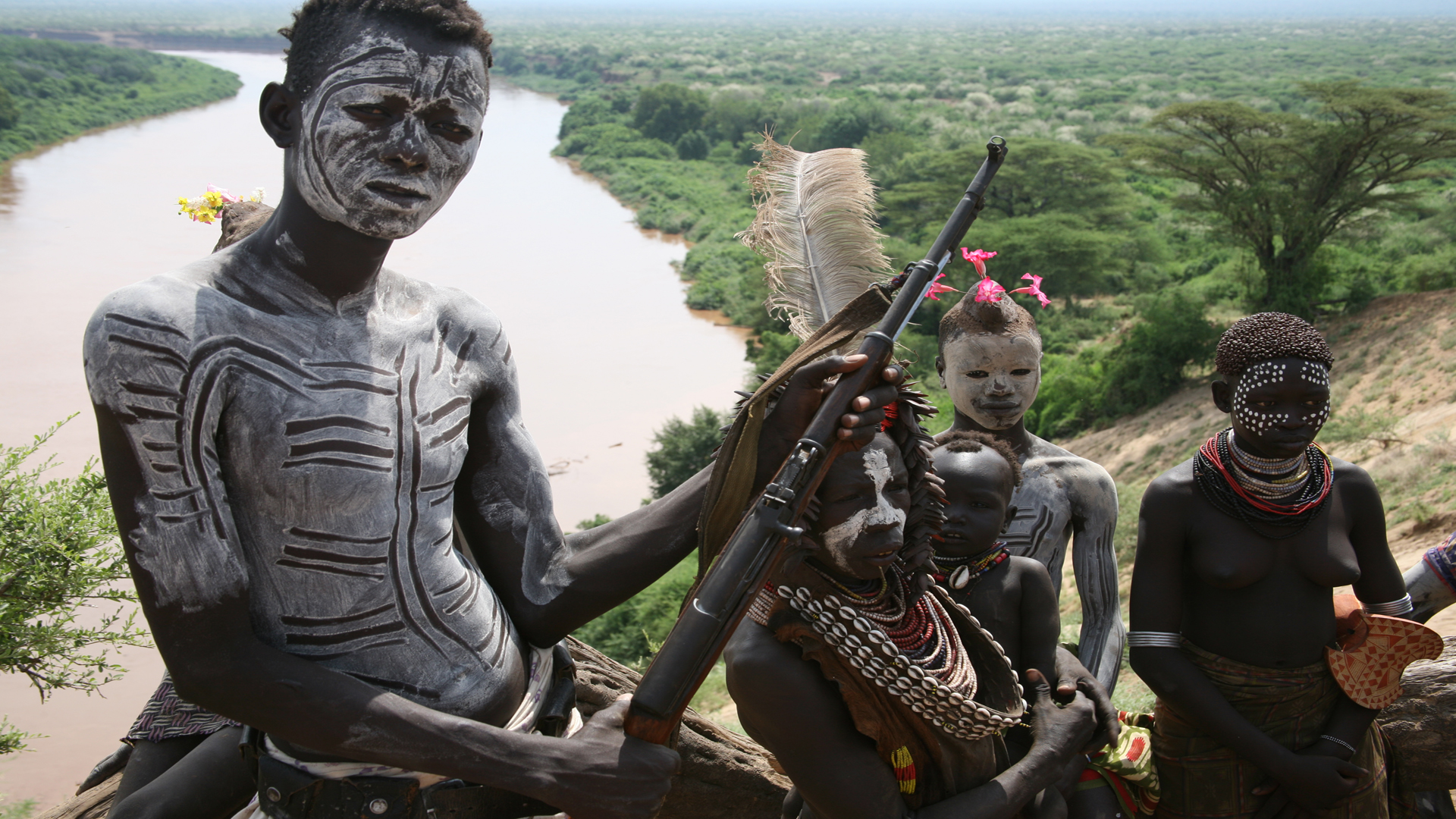
Ozbrojenec ve Státě jižních národů, národností a lidu

Policie je rozdělena na federálním základě, přesto se však její činitelé v mnoha regionech místním institucím nezodpovídají. Etiopské policejní síly také postrádají profesionalitu a trpí silnou korupcí. Podobně jako armáda se policie často uchyluje k nelegálním praktikám jako je svévolné zatčení, týrání, vraždy, nepovolené prohledávání a podobně.
Za boj s terorismem, výzvědnou činnost, bezpečnost hranic a kriminální vyšetřování zodpovídá etiopská Národní výzvědná a bezpečnostní služba (NISS). Dle Ministerstva zahraničí USA si etiopská vláda většinou udržuje dohled i nad touto organizací, ovšem vyskytly se případy, kdy bezpečnostní síly jednaly na vlastní pěst. V některých regionech, například Oromii, se bezpečnostní složky chovaly podle zprávy organizace Mezinárodní krizové skupiny jako stát ve státě. Human Rights Watch také ve své zprávě z roku 2008 uvedla, že vládní složky využívaly několikrát NISS ke sledování, nátlaku a zastrašování proti lidem, kteří byli považováni za nesympatizující s režimem. Stejně tak je proti případné opozici využívána síť placených informátorů.

## Ekonomika

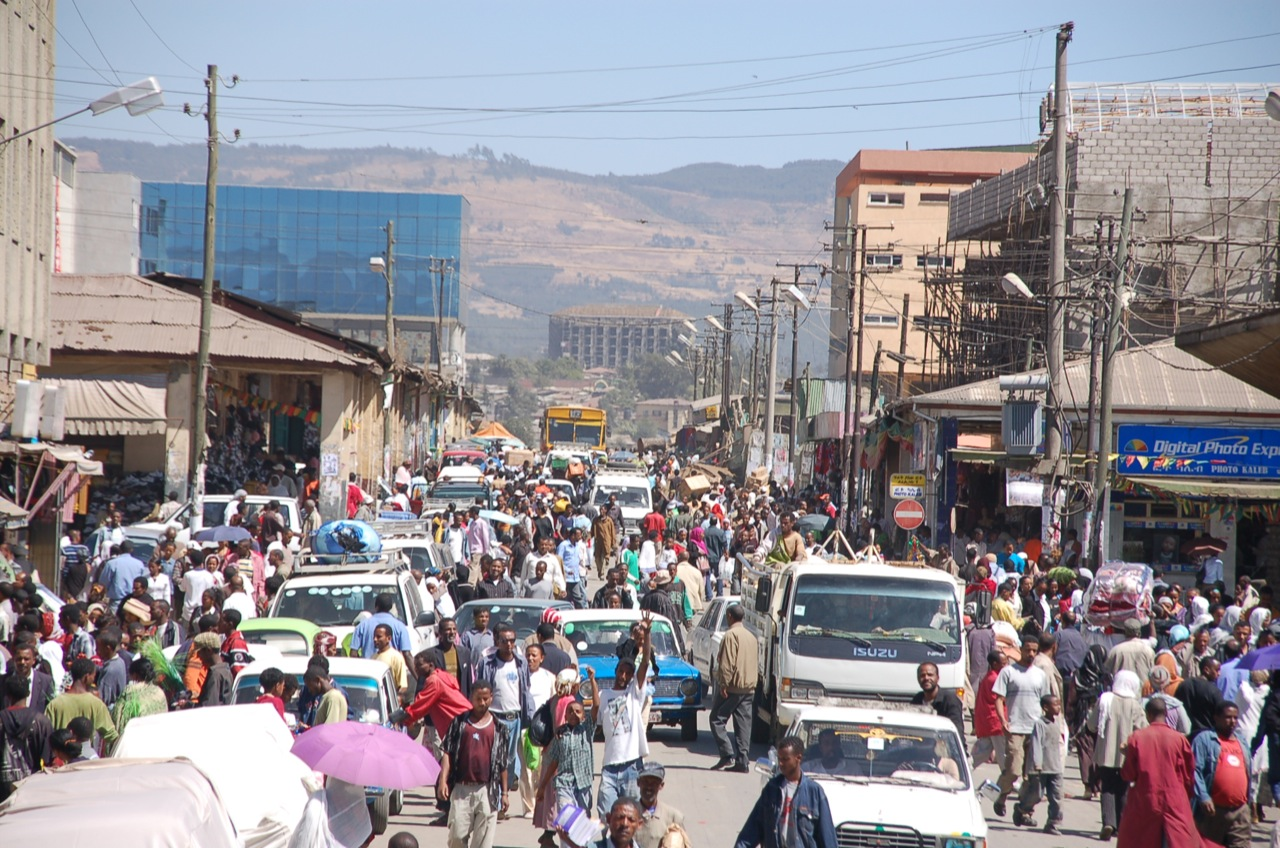
Addis Abeba je metropole Etiopie a zároveň ekonomické a společenské centrum země

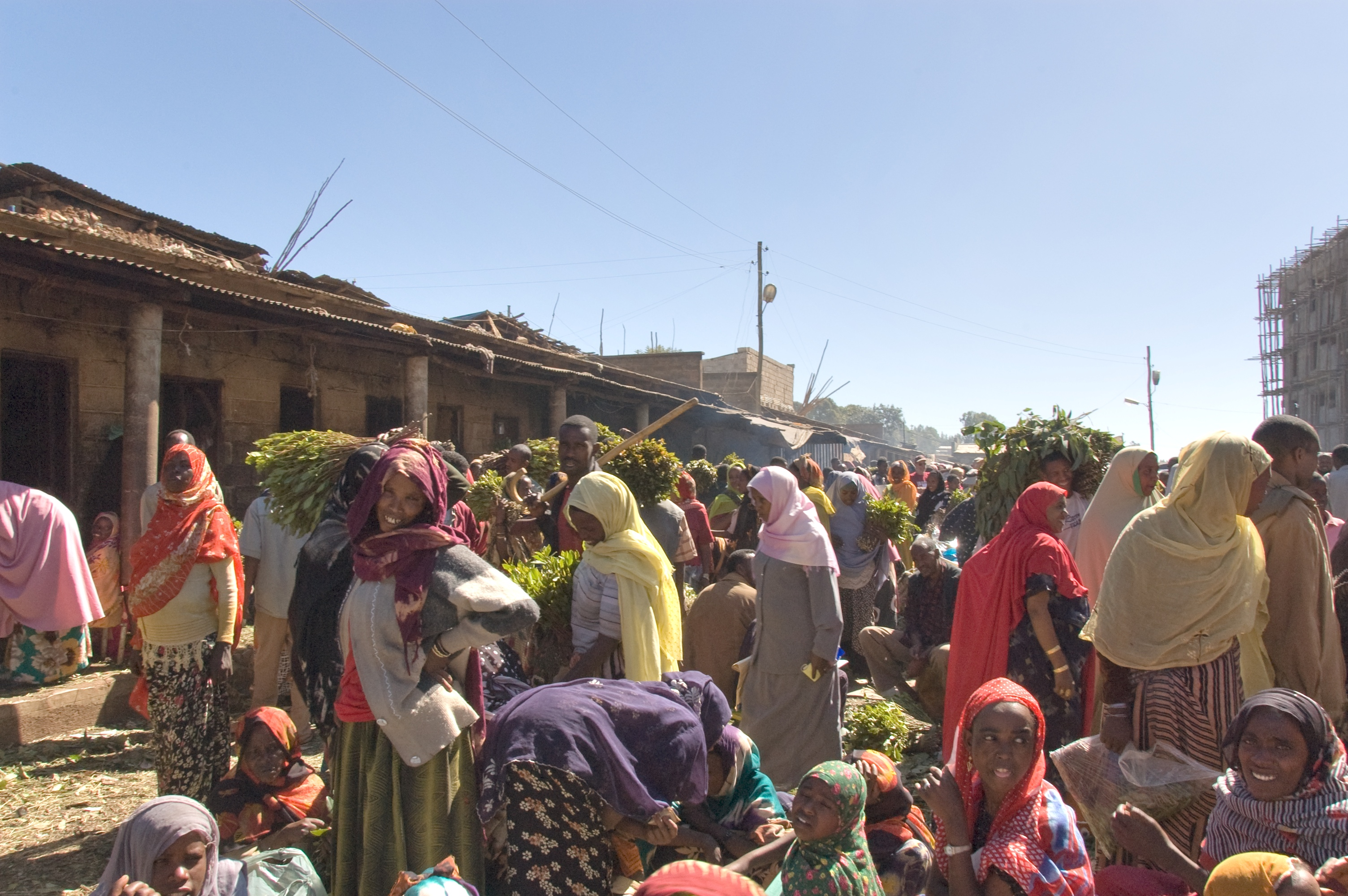
Na trhu v Hararu se nabízí lehké narkotikum Kath, neboli Kata jedlá, jeden z obvyklých etiopských vývozních artiklů

Ekonomika etiopského státu se řadí mezi jedny z nejchudších na světě. Roku 2010 činil hrubý domácí produkt (HDP) podle parity kupní síly 86,12 miliardy dolarů. Země si udržuje vysoký ekonomický růst – roku 2008 činil 11,2 % HDP, roku 2009 10 %, roku 2010 klesl na 8 % zřejmě kvůli světové ekonomické krizi. Co do HDP na obyvatele v paritě kupní síly, Etiopie je zhruba s 1000 dolarů na hlavu 213. státem na světě. 85 % obyvatelstva pracuje v zemědělství, 5 % v průmyslu a 10 % ve službách. Vládnoucí strana si udržuje silný vliv na hospodářství – veškerá půda patří státu, který ji pronajímá, soukromý sektor je malý a bankovní instituce slabé. Obecně Etiopii dominuje malý počet firem se silnými vazbami na vládnoucí stranu, případně EPRDF sama některé firmy vlastní. Země zůstává závislá na mezinárodní ekonomické a humanitární pomoci. Vláda též využívá světovou ekonomickou krizi k zdůvodnění zpomalení liberálních hospodářských a politických reforem. Měnou je etiopský birr, který není volně směnitelný a je vázán na americký dolar. V roce 2010 byl směnný kurs 14,4 birru za dolar. Inflace dosahovala k roku 2010 celkem 8 %.
V poslední době v Etiopii investovaly nejvýrazněji zejména Indie a Čína. Do Číny také směřuje nejvíce etiopského exportu (13,3 %). Následuje Německo (10 %), Saúdská Arábie (7,6 %), Spojené státy americké (7,4%), Nizozemsko (6,5 %), Súdán (4,5 %) a Belgie (4,1 %). Hlavním vývozním artiklem je káva, vyváží se také kůže a kožené výrobky, živá zvířata, olejnice, zlato a rostlina khat, mírná droga oblíbená zejména v Džibutsku, Jemenu a Somálsku. V importu taktéž převažuje Čína s podílem 19,8 %, další významní dovozci jsou Saúdská Arábie (8,5 %), Indie (4,4 %) a Spojené státy americké (4,4 %). Mezi nejčastěji dovážené zboží patří potraviny a živá zvířata, ropa a ropné výrobky, chemikálie, stroje, výrobní zařízení, motorová vozidla, letadla a tkané látky. Vzhledem k tomu, že Etiopie je nucena dovážet velké množství jídla a neprodukuje drahé exportní zboží jako minerály a ropu, zůstává obchodní bilance trvale záporná. V roce 2010 měl export hodnotu 1,729 miliardy dolarů, zatímco import dosáhl hodnoty 7,517 miliardy dolarů.
Z nerostných surovin má Etiopie k dispozici naleziště soli, zlata, platiny, železné rudy, uhlí, drahých kamenů, uhličitanu sodného, tantalu, potaše, mědi, zatím nevyužitá ložiska ropy a zemního plynu, niklu, mramoru a žuly. Ve větším množství se zatím těží pouze zlato.

### Zemědělství

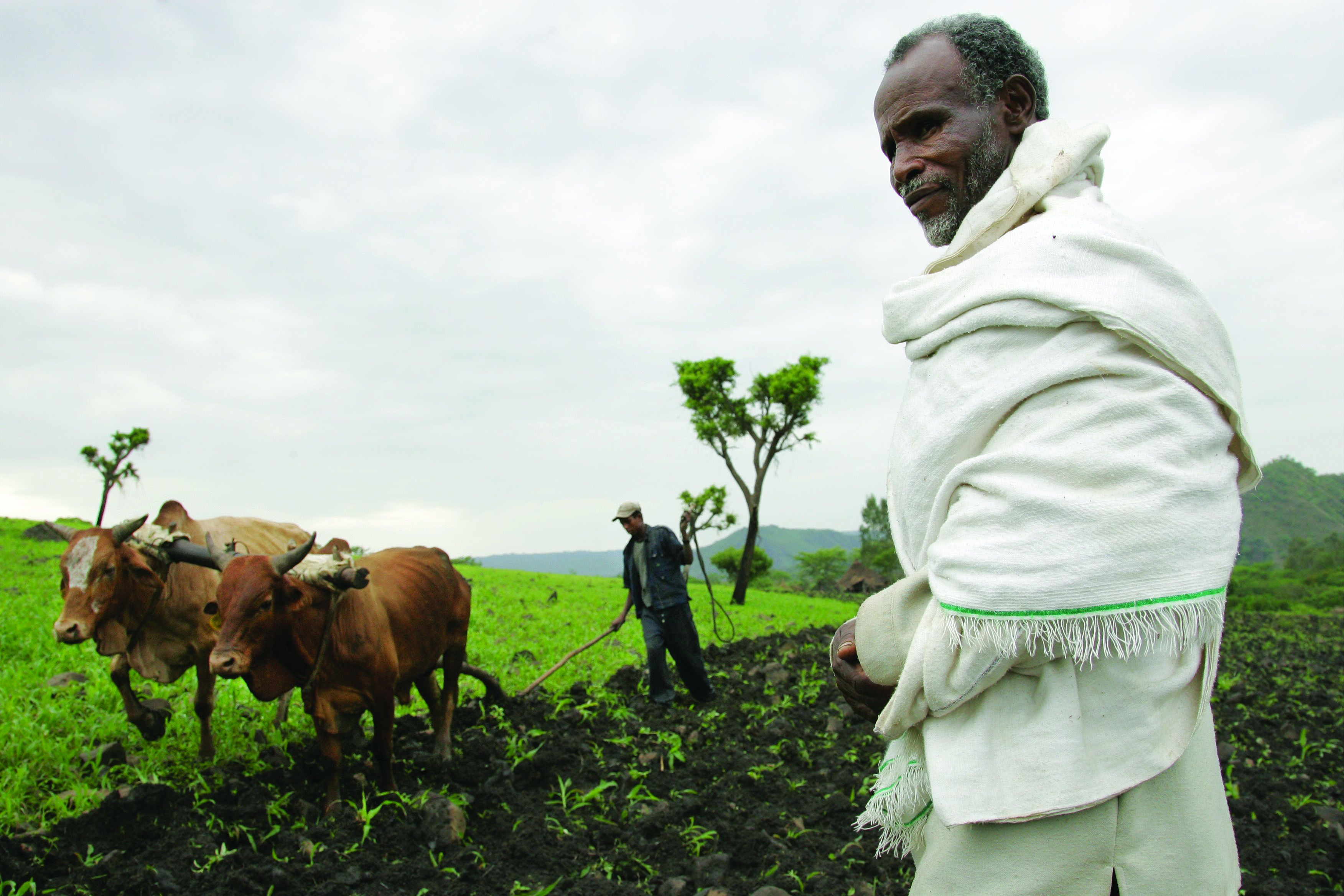
Majitel pole dohlíží na práci námezdního dělníka v jihozápadní Etiopii

Zemědělství je v porovnání s vyspělými ekonomikami silně zaostalé. Veškerou půdu vlastní stát, který ji zájemcům pronajímá. V současné době se k zemědělské činnosti využívá 17 % půdy, množství půdy vhodné k obdělávání zůstává nevyužito, zemědělská výroba je minimálně mechanizovaná a úroda je silně závislá na dešťových srážkách. Přes 90 % zemědělsky užívané půdy obdělávají drobní rolníci, jejichž zemědělské techniky se za posledních dva tisíce let takřka nezměnily. Na vrchovině se pěstují obilniny, zejména teff, endemická plodina užívaná při výrobě etiopského chleba, ječmen, pšenice, proso, luštěniny a olejniny, v nížinách jsou oblíbenými plodinami zejména čirok a cukrová třtina. Běžné jsou také brambory. Na jihu se pěstují dvě významné exportní plodiny: první je káva, která pravděpodobně také z oblasti Etiopie původně pochází a jež se například v roce 2007 podílela 36 % na celkovém výnosu exportu; druhou je lehké narkotikum khat.
V posledních letech pronajímá vláda půdu ve stále větší míře zahraničním investorům, kteří v Etiopii zakládají rozsáhlé plantáže na pěstování květin, zemědělských biopaliv, kávy a čaje. Tyto praktiky často vedou k vyhánění rolníků z jimi obdělávané půdy. Stejně tak častá neúroda způsobená suchy vede rolníky k opouštění polí a stěhování se do měst, kde rozšiřují řady městské chudiny. V zemi také žije na 7 milionů pastevců. Podle průzkumu z roku 2003 se v Etiopii nacházelo 35 milionů skotu, což je největší stádo tohoto zvířecího druhu na světě, kromě toho také 25 milionů ovcí a 18 milionů koz. Začíná se rozvíjet sladkovodní rybářství.

### Průmysl
Rovněž průmysl je stále zaostalý, ačkoliv toto odvětví začíná vykazovat silnější růst – zatímco v roce 2006 se podílel na HDP asi 5,1 %, v současnosti je to již 13 %. Největší podíl ve výrobě má průmysl potravinářský, následovaný kožedělným a textilním. Z dalších odvětví jsou významné výroba chemikálií, léčiv, stavebních hmot a dále kovozpracující průmysl, dřevozpracující průmysl a výroba traktorů, nákladních automobilů a ocelových konstrukcí. Takřka veškeré průmyslové podniky se nachází v hlavním městě a jeho okolí.

### Služby a cestovní ruch

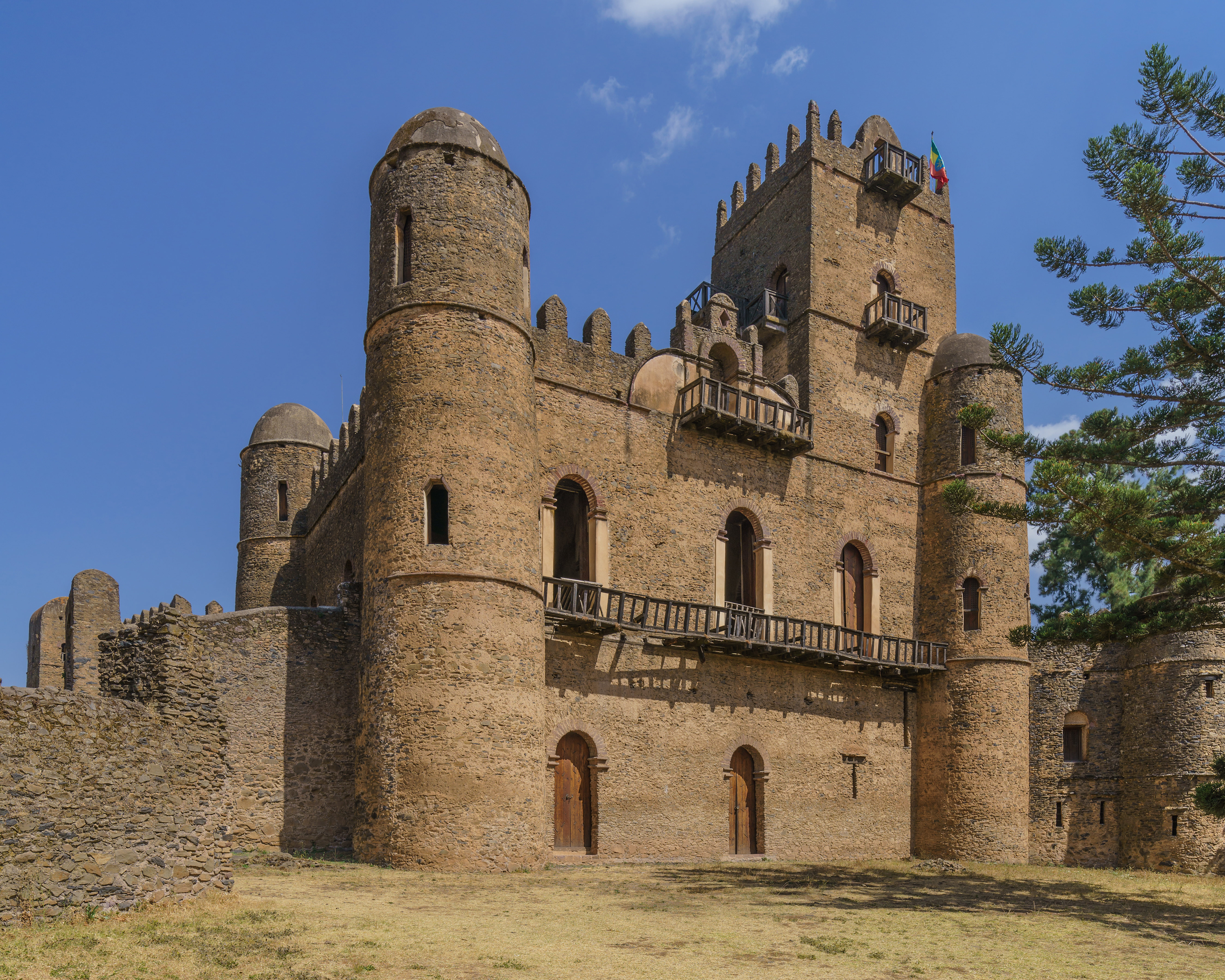
Palác císaře Fasiladase v Gondaru

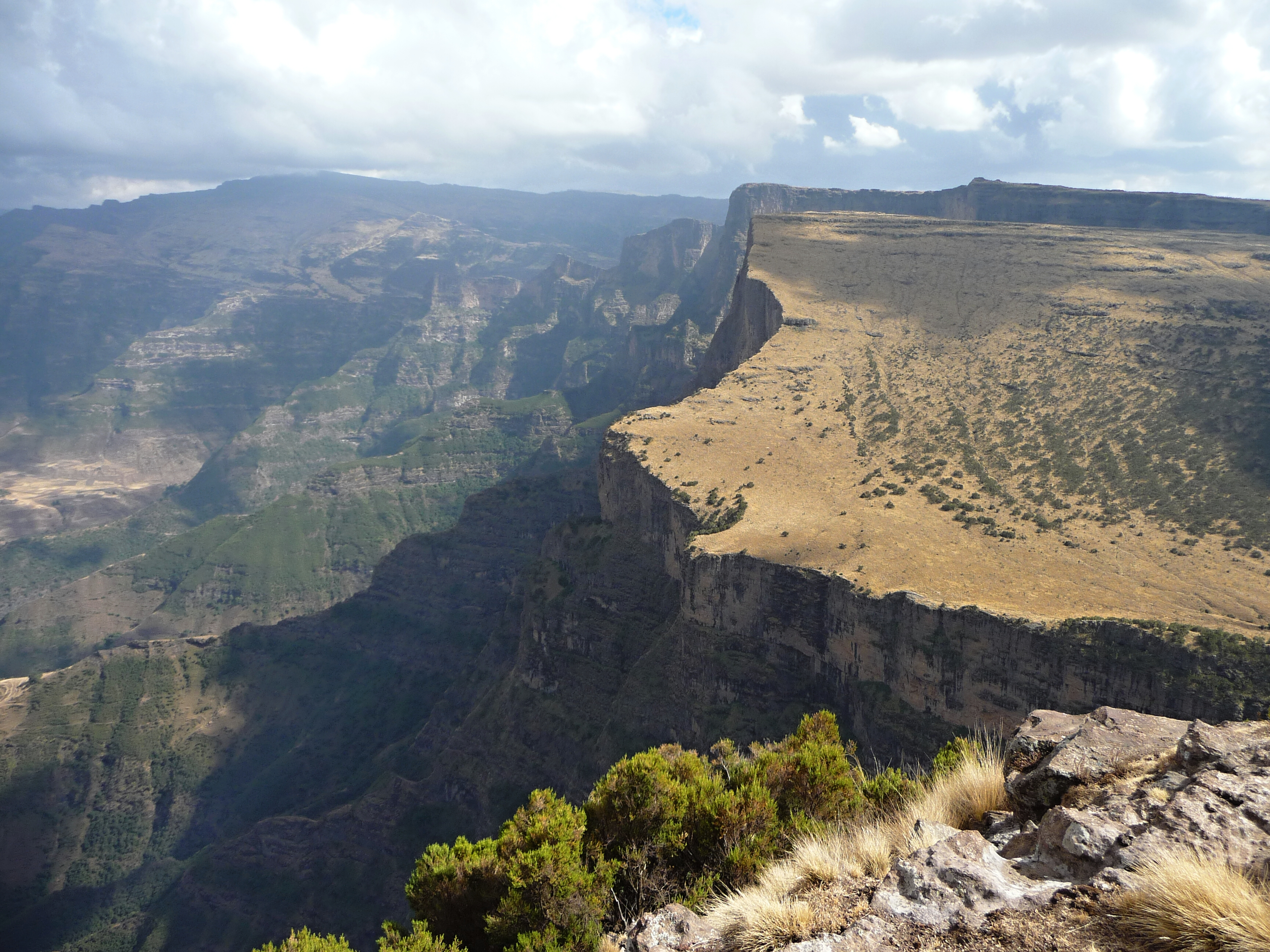
Simienské hory

Služby v Etiopii nejsou až na výjimky na vysoké úrovni. Vedle obchodu, kde dominují převážně muslimové, dopravy a komunikací představuje význačné odvětví cestovní ruch těšící se podpoře vlády, která jej považuje za jeden ze základních kamenů budoucnosti Etiopie. Převážnou část turistů, kterých do Etiopie přijede ročně zhruba 100 000, tvoří Etiopané žijící v zahraničí. Z turistiky přichází ročně státu zhruba 20 milionů dolarů. Potenciál země však zdaleka není dostatečně využitý.
Etiopie nabízí velké množství historických i přírodních památek. Nejnavštěvovanějšími místy jsou starobylé chrámy a obelisky v Aksumu, hrady a zámky v Gondaru a skalní chrámy v Lalibele. Pozornosti se také těší město Harer, kláštery nacházející se na ostrovech jezera Tana i jinde, například Debre Libanos a Debre Damo. Z přírodních památek je třeba jmenovat samotné jezero Tana, vodopád Tisissat, jeskynní systém Sof Omar, dále například jezera Abiyata, Shala, Langano, termální prameny v Sodere, Wellisu či Awase. V zemi je také 12 národních parků, například Národní park Awaš, NP Bale Moutains, NP Gambella, NP Simien Mountains a další. Ochrana prostředí je však silně zanedbána. Stejně tak je stále problém s nedostatečnou úrovní dopravní infrastruktury a ubytování. Další možnosti představuje horská turistika či kontakty s domorodými kmeny žijícími původním způsobem života.

### Infrastruktura

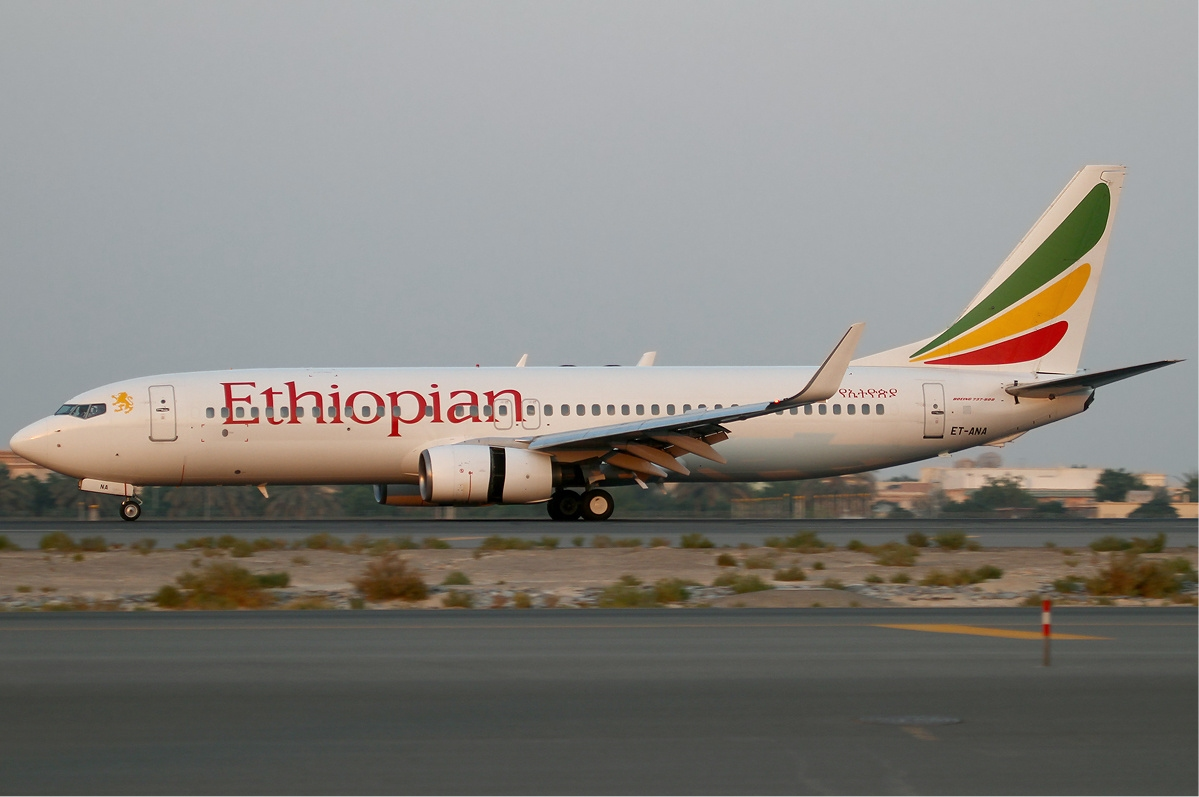
Boeing 737 společnosti Ethiopian Airlines

Celkově se etiopská infrastruktura rychle rozvíjí. Etiopie vynakládá na její výstavbu zhruba 10 % HDP, což je jeden z nejvyšších podílů HDP určených na rozvoj infrastruktury v Africe. Budování dopravní sítě je soustředěno zejména do okolí Addis Abeby. V zemi je 4100 km asfaltových silnic, spojujících především významná městská centra, dobrá silniční síť funguje i při hranicích s Džibutskem a Keňou. Dalších 19 tisíc km silnic je prašných nebo štěrkových. Jedinou existující železnicí je trať mezi Addis Abebou přes Dire Dawu s Džibutskem dlouhá 781 km, jejíž vlastnictví vyjasnilo několik bilaterálních smluv mezi oběma státy. Od roku 2006 byla koncese na tuto železnici prodána jihoafrické firmě Comazar. Plánovaná rekonstrukce existujícího železničního spojení a jeho další rozšíření na 5000 km byla započata v září 2010 za pomoci čínských investic. Nově funguje železniční trať Addis Abeba – Džibuti o délce 756 km a normálním rozchodu. Na africké poměry má vysokou úroveň letecká společnost Ethiopian Airlines, která se řadí mezi tři nejlepší poskytovatele letecké dopravy v Africe a udržuje množství linek do afrických a arabských zemí, Evropy či Indie. Letiště Bole v Addis Abebě je jedním ze tří nejvýznamnějších mezinárodních afrických leteckých uzlů. Celkem je v Etiopii zhruba 80 letišť, z toho 30 je užíváno pravidelně, a to ve většině případů pro domácí linky. Země přišla o pobřeží i o všechny přístavy důsledkem vyhlášení nezávislosti Eritreje v roce 1993. Po etiopsko-eritrejské válce byla přesunuta námořní doprava do přístavu Džibuti, částečně také do somalilandské Berbery. Momentálně má etiopské obchodní loďstvo devět lodí.
Zdrojem elektřiny jsou z 97 % vodní elektrárny, které, podobně jako zemědělství, závisí na dešťových srážkách. Přístup k elektřině má asi 86 % obyvatel měst, avšak elektrifikace ve vesnických oblastech je prakticky minimální. Ropa se musí dovážet; plánovány jsou průzkumy nalezišť jak ropy, tak zemního plynu. Další možnost představuje využití geotermální energie. Velká část populace nadále závisí na dřevě jakožto hlavní látce pro topení i stavbu, což vede k prohlubující se deforestaci země.
V oblasti telekomunikací si udržuje monopolní postavení Ethiopian Telecommunications Corporation. Přístup k telefonu má v současnosti zhruba 5 % lidí, od roku 1999 funguje v zemi mobilní síť. Je zaveden i internet.

## Obyvatelstvo

Rozložení jazyků v Etiopii a Eritreji:
hlavní město
větší město
amharština
oromština
somálština
tigrajština

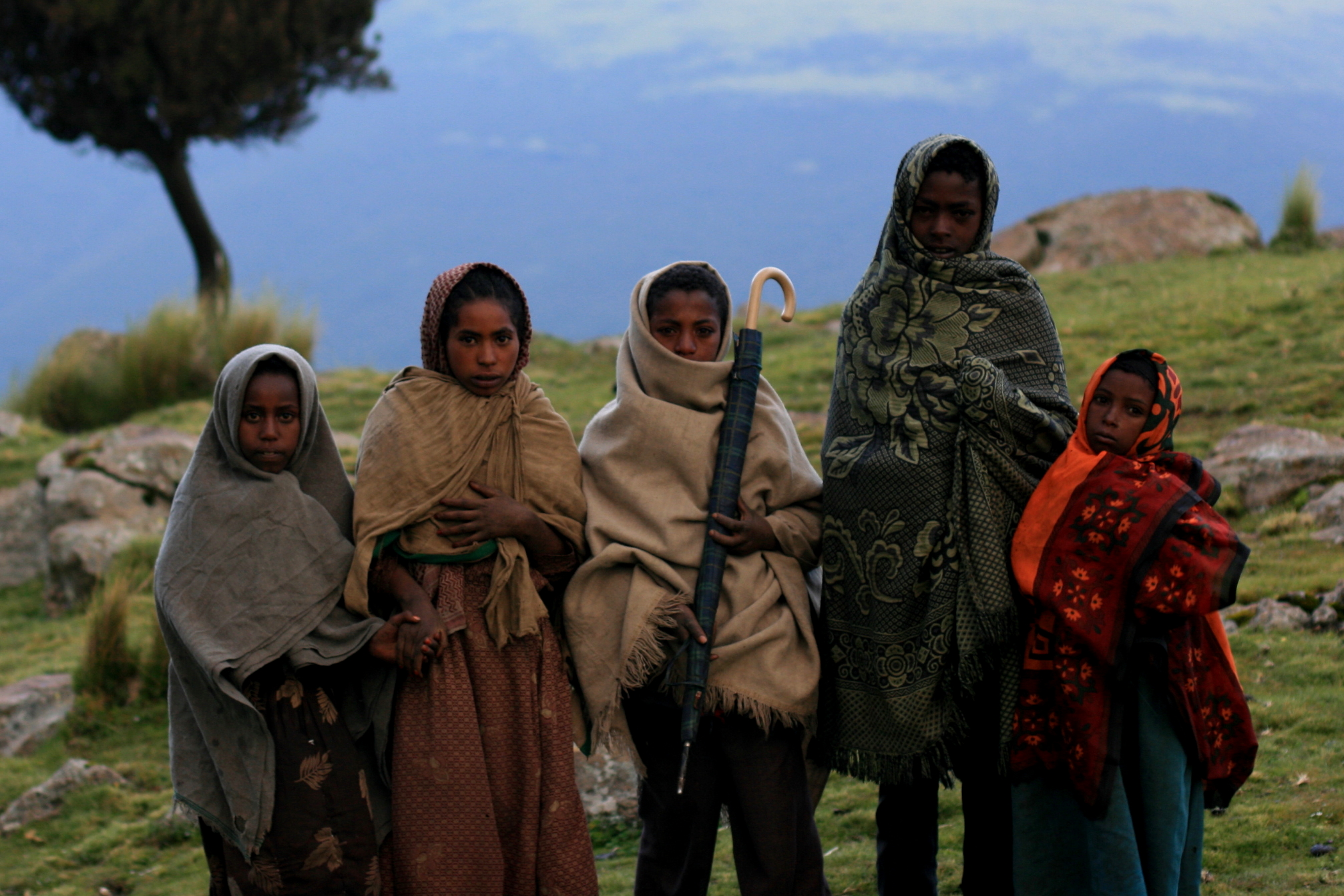
Amharové na Etiopské vysočině

Etiopie má poměrně pestré národnostní i náboženské složení. S více než sto miliony obyvatel je nejlidnatějším vnitrozemským státem na světě. Obyvatelstvo Etiopie je složeno z několika etnik. Více než 40 % populace se hlásí k Etiopské ortodoxní církvi, zhruba třetina obyvatel vyznává islám.
| 1950 | 18,1 |
| 2000 | 66,5 |
| 2015 | 99,8 |

K roku 2010 čítala etiopská populace podle odhadů zhruba 82 101 998 obyvatel. V r. 2017 už 105 350 000 lidí a v r. 2023 měla Etiopie 126,5 milionů obyvatel. Roční přírůstek obyvatelstva činí 2,6 %, přičemž 16–17 % obyvatel žije ve městech. V Etiopii existuje množství rozličných etnických skupin, největšími z nich jsou Oromové (34,5 % obyvatel), Amharové (26,9 %), Somálci (6,2 %), Tigrajové (6,1 %), Sidamové (4 %), Guragové (2,5 %), Welaitové (2,3 %), Hadicové (1,7 %), Afarové (1,7 %), Gamové (1,5 %) a Gedeové (1,3 %). Ostatní etnické skupiny tvoří zbylých 11,3 % populace. Ve městech žijí i menšiny Italů, Řeků, Indů a Arménů. Užívá se zhruba 83 různých jazyků a 200 dialektů, přičemž většina z nich patří do semitské, kušitské či omotské jazykové rodiny. Oficiálním jazykem celé federace je amharština, vedle ní mají v jednotlivých státech statut oficiálního jazyka tigrajština, oromština, harerština, afarština, somálština, angličtina a arabština. Angličtina je v etiopském školství nejčastěji vyučovaným zahraničním jazykem. 46 % populace je ve věku 0–14 let, 51 % ve věku 15–64 let, zbývajících lidí nad 64 let je 2,7 %.

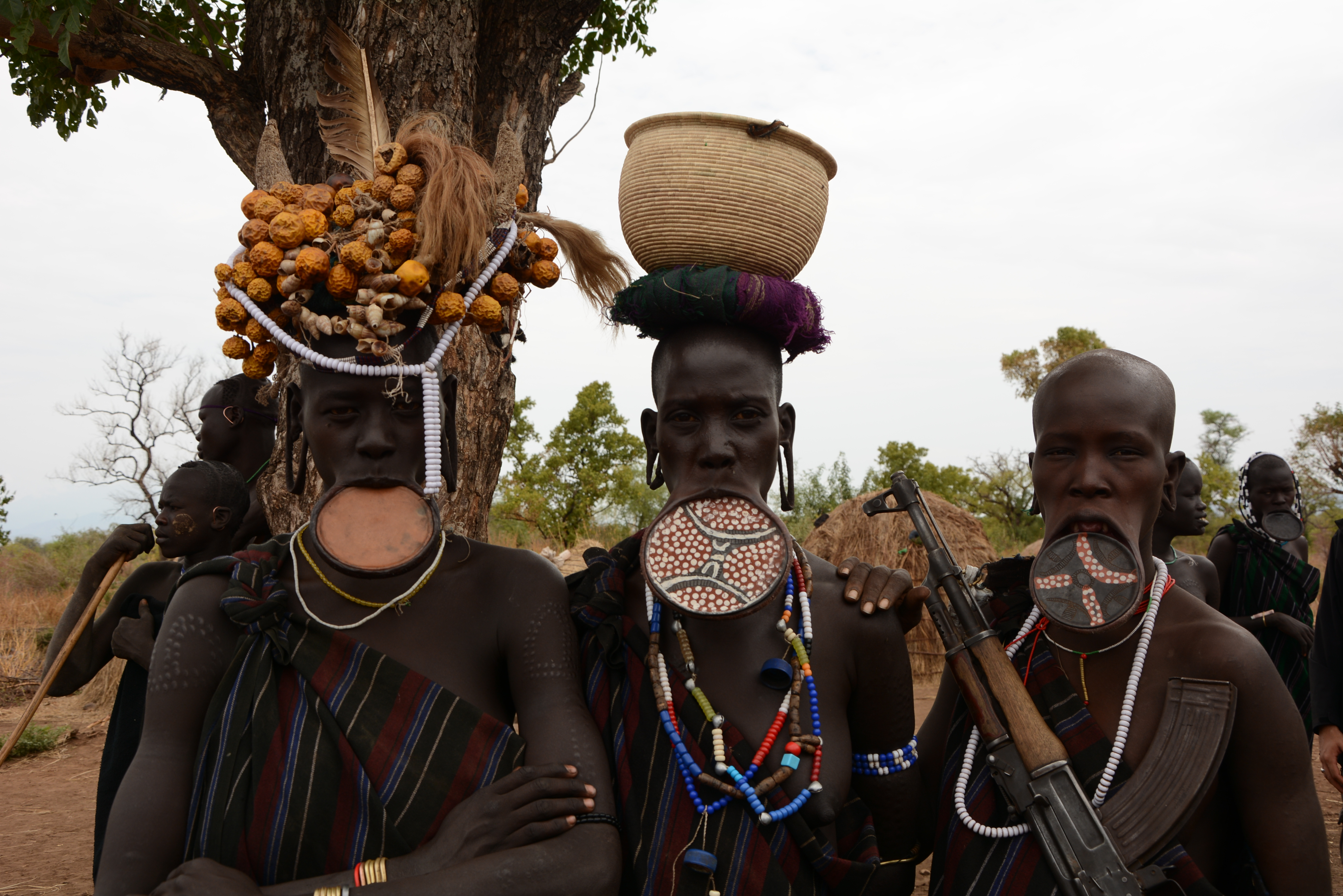
Mursiové v jižních kmenových oblastech v údolí řeky Omo

Takřka polovina Etiopanů žije pod hranicí chudoby. Zdravotnický systém je nedostačující, přetrvává vysoká dětská úmrtnost. Střední délka života je zhruba 56 let. K čisté vodě má přístup 98 % obyvatel ve městech, zatímco pouze 26 % na vesnici. Průměrně 5 milionů lidí je závislých na dodávkách jídla. Zejména v oblasti Somalie je také často kritický nedostatek vody. Zhruba 2,3 % lidí je nakaženo virem HIV, u infikovaných převažují obyvatelé měst. Dalšími rozšířenými chorobami jsou například žloutenka typu A a E, břišní tyfus, malárie, meningitida, cholera, žlutá zimnice, vzteklina a schistosomóza. Vláda se snaží současnou situaci řešit a za posledních deset let se situace ve zdravotnictví mírně zlepšila. Přesto etiopské zdravotnictví zůstává podle Center for National Health Development při Columbia University jedním z nejméně vyvinutých v subsaharské Africe. Human Rights Watch dále uvádí, že vládnoucí strana někdy zneužívá mezinárodních potravinových zásob a nedistribuuje je do rebely držených oblastí, aby tak vyhladověla odbojová hnutí.
V zemi přetrvává diskriminační přístup k ženám a ačkoliv zákony země považují ženy a muže za sobě rovné, tato ustanovení se v praxi podle Ministerstva zahraničí USA často nedodržují. Ve zprávě OECD Development Centre se uvádí, že žena je stále ve společnosti vnímána jako podřízená muži a přes všechna opatření přijatá vládou je Etiopie jednou z nejvíce tradicí svázaných zemí v Africe. Ženy tak mají ztíženou možnost vlastnit půdu, velmi obvyklé jsou v některých regionech nelegální sňatky s dívkami mladšími 18 či 15 let, sňatek za pomoci únosu, rozšířená je prostituce, násilí mezi partnery, častá znásilnění, ženská obřízka a další formy diskriminace. Uvedené platí zejména pro venkovské oblasti. Polygamie je v současné době zakázaná, není však známo, jestli je nadále praktikovaná či případně ve společnosti nějakým způsobem přijímaná. Organizace jako je Dětský fond Organizace spojených národů (UNICEF) či Save the Children uvádějí, že velké množství nedospělých je také ve velmi špatné situaci – v zemi je na 500 000 až 700 000 dětí žijících na ulici, 18 % etiopské dětské populace přišlo alespoň o jednoho rodiče. Přes 70 % dětí ve věku 7 až 15 let pracuje, 40 % z pracujících dětí je mladších 6 let. Častý je obchod s lidmi, většinou z vesnických oblastí do měst na různé druhy nucené práce, ženy jsou případně prodávány do arabských zemí jako domácí otrokyně nebo prostitutky. Co se týče homosexuality, ta je v Etiopii ilegální a v etiopské společnosti je brána jako tabu.

### Náboženství
Náboženství v Etiopii (2007)

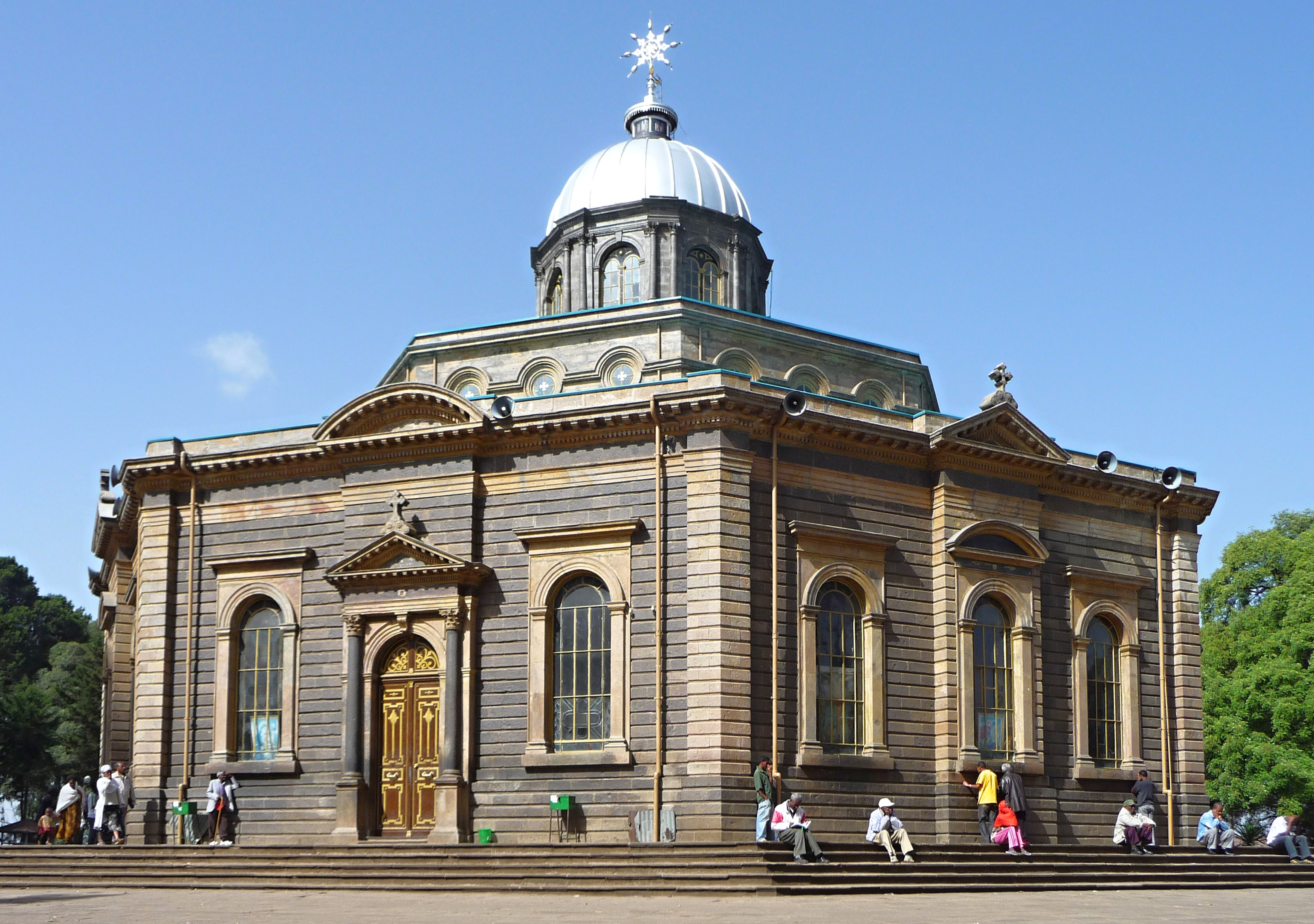
Pravoslavná Katedrála svatého Jiří v Addis Abebě

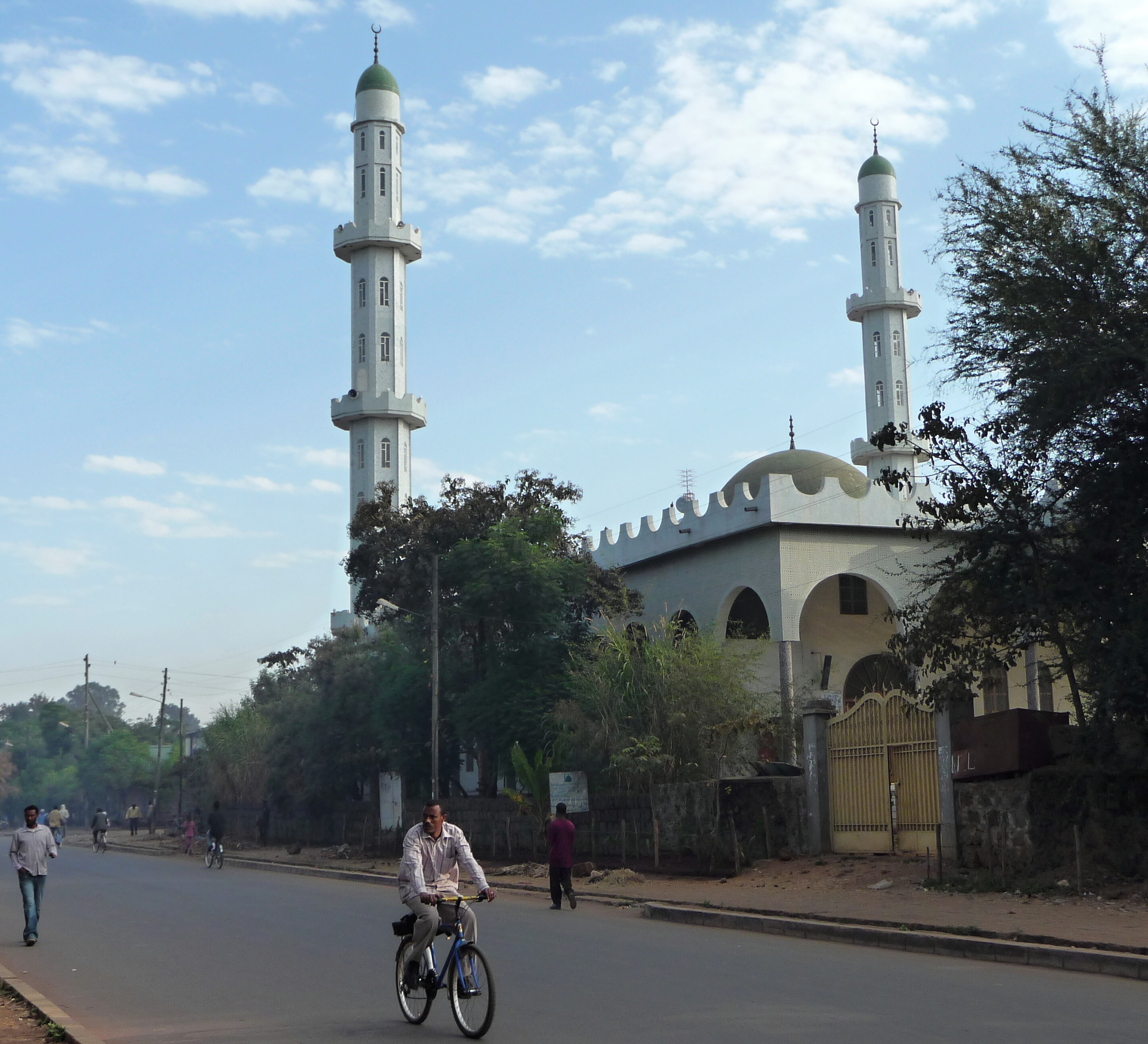
Mešita ve městě Bahir Dar

Etiopie je sekulárním státem. Mezi nejrozšířenější náboženství patří koptské křesťanství miafyzitního vyznání reprezentované etiopskou pravoslavnou církví (43,5 % populace), islám (33,9 %), protestantismus (18 %), tradiční náboženství (2,6 %) a katolictví (0,7 %, římští katolíci + Etiopská katolická církev – má etiopský, původně koptský ritus – ten vychází z alexandrijského). Ostatní náboženské směry vyznává 0,7 % obyvatel. Stoupenci Etiopské církve převažují zejména u Tigrajů a Amharů, islám vyznávají naopak zejména Somálci, Afarové, Oromové (zejména ti žijící na jižní vrchovině), Guragové a Sidamové na jihovýchodě. Obchodníci žijící ve velkých městech také často bývají muslimy. Na jižních a jihovýchodních hranicích je přítomno značné množství zahraničních misionářů, mj. i římskokatolických. V posledních letech stoupají v Etiopii náboženské rozepře, které si vyžádaly i několik mrtvých.
Tradice etiopské pravoslavné církve sahá do 4. století, kdy bylo křesťanství přijato králem Ezanou. Značnou zásluhu na rozšíření křesťanství měl zejména Ezanův vychovatel svatý Frumentius a dále devět misionářů, kteří v Etiopii působili v 6. století. Dalším významným světcem je Tekle Haymanot, jenž se zasloužil o znovunastoupení šalomounské dynastie po r. 1270. Etiopská pravoslavná církev neuznává Chalkedonský (451) a Druhý konstantinopolský koncil (553), které uzákonily dvojí přirozenost Kristovu. Je miafyzitská /původně monofyzitská/, stejně jako Koptská církev v Egyptě, Syrská c. Antiochie (čili syrsko-pravoslavná, zvaná též jakobitská), Arménská apoštolská církev, Eritrejská pravoslavná církev a dvě jakobitské církve v Indii (jedna z nich je autonomní součástí Syrské c. Antiochie). Pro dlouhou izolaci Etiopie se církev po úpadku Aksumu (v 8. stol.) vrátila k některým starozákonním tradicím, například obřízce, rituální porážce, činění rozdílů mezi čistým a nečistým masem, uznáváním sabatu jako svátečního dne a dalších (respektive mnohé byly zachovávány nepřetržitě). Etiopská bible také zahrnuje některé apokryfní texty, které se v bibli obvyklé pro západní křesťanství nenacházejí. Liturgickým jazykem je původní jazyk aksumské říše zvaný ge'ez. Církevní organizace byla až do r. 1951 podřízena alexandrijskému patriarchovi, tj. papeži Koptské církve v Egyptě, který původně vybíral biskupy (poté metropolity) etiopské církve užívajícího titul Abun/Abuna. Od roku 1951 je abuna volen etiopskými biskupy jakožto patriarcha. Prvním se stal Abuna Basilios. Od r. 1958 je Etiopská církev autokefální = nezávislá. Její autokefalitu uznala Koptská církev v Egyptě už o rok později (1959) protože Etiopská církev přiznala(a přiznává dosud) koptskému papeži čestné postavení „primus inter pares“, tj.první mezi sobě rovnými. Tehdejší etiopská vláda v čele s císařem Haile Selassie I. toto osamostatnění iniciovala a diplomaticky podporovala. Současným abunem je P'awlos.

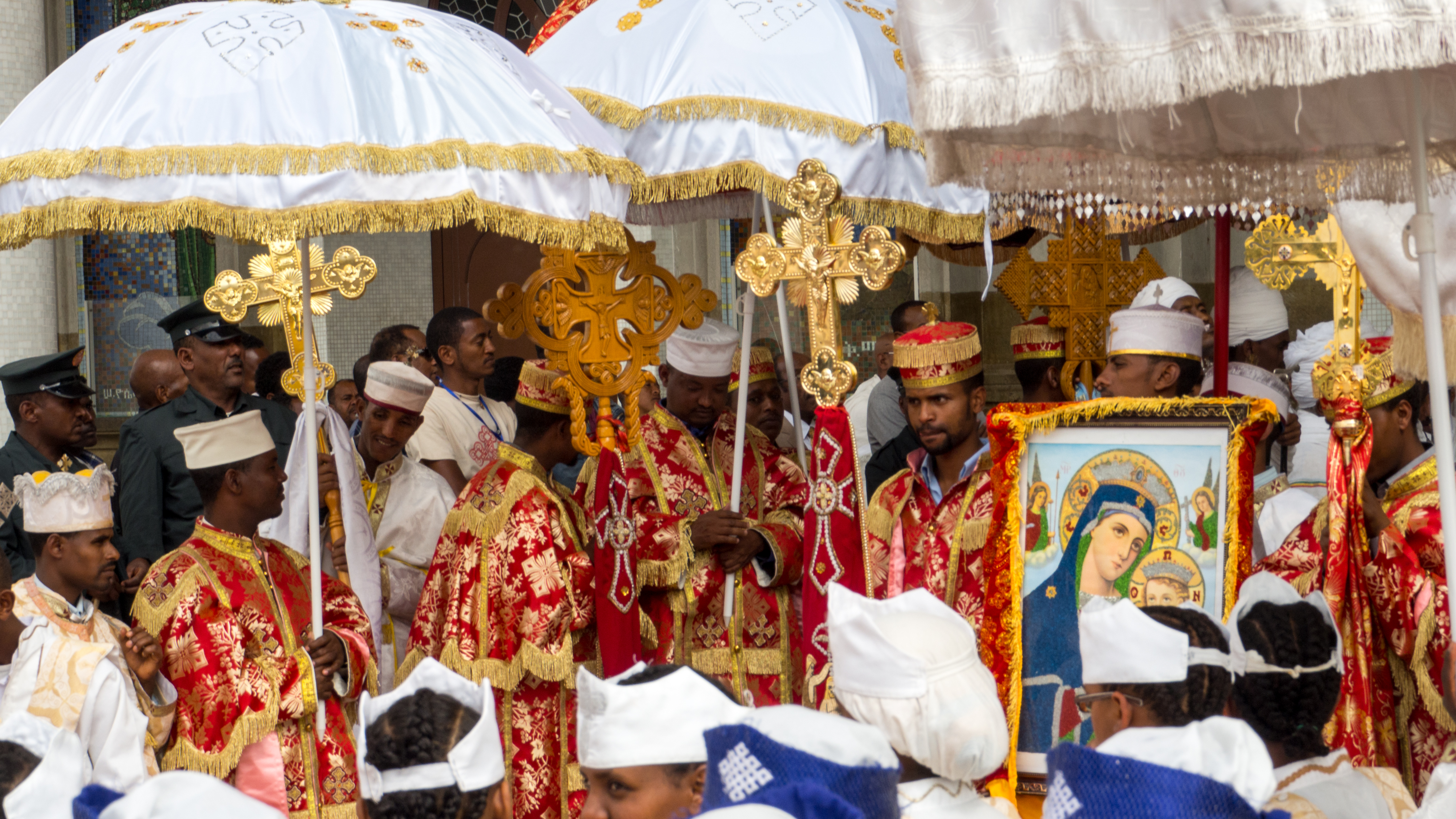
Pravoslavný svátek timkat

Etiopští muslimové vyznávají sunnitskou formu islámu, převážná část z nich jsou stoupenci mystického islámského hnutí súfismu. Islám se vzhledem ke své jednotnosti ve světě nevyznačuje v Etiopii výraznými odchylkami od oficiálního učení. Rostoucí náboženské napětí mezi muslimy a křesťany by mohlo být podle etiopského Nejvyššího soudu pro muslimské záležitosti způsobeno stoupajícím vlivem některých muslimských skupin, které jsou podporovány ze Saúdské Arábie.
Napříč Etiopií také stále existují tradiční náboženství jako je oromské náboženství waaqeffanna, mursijské náboženství, surijské náboženství a rozličné synkretismy. Náboženství waaqeffanna je původní náboženství etnika Oromo v oblasti afrického rohu, v Somálsku, Etiopii a severní Keni. Název pramení ve slově waaqa, což je v oromských jazycích v překladu stvořitel. Vyznavači náboženství waaqeffanna se nazývají waaqeffataa. Základním vyznáním je víra v jediného Boha Waaqa Tokkicha. Surmická etnika (Mursi, Surma, Suri a další) v jihozápadní Etiopii vyznávají jednoho Boha jménem Tumwi. Někteří křesťané a muslimové v Etiopii vyznávají vedle křesťanství nebo islámu zároveň jedno z tradičních náboženství (vícečetná náboženská identita).

#### Židovská komunita

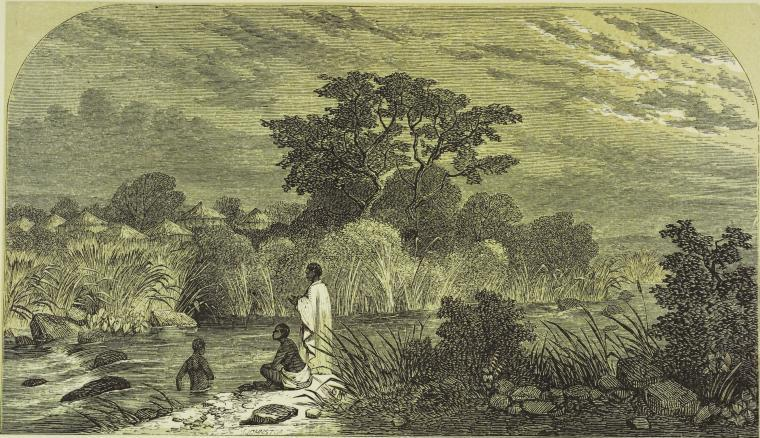
Vesnice Falašů, kresba z roku 1862

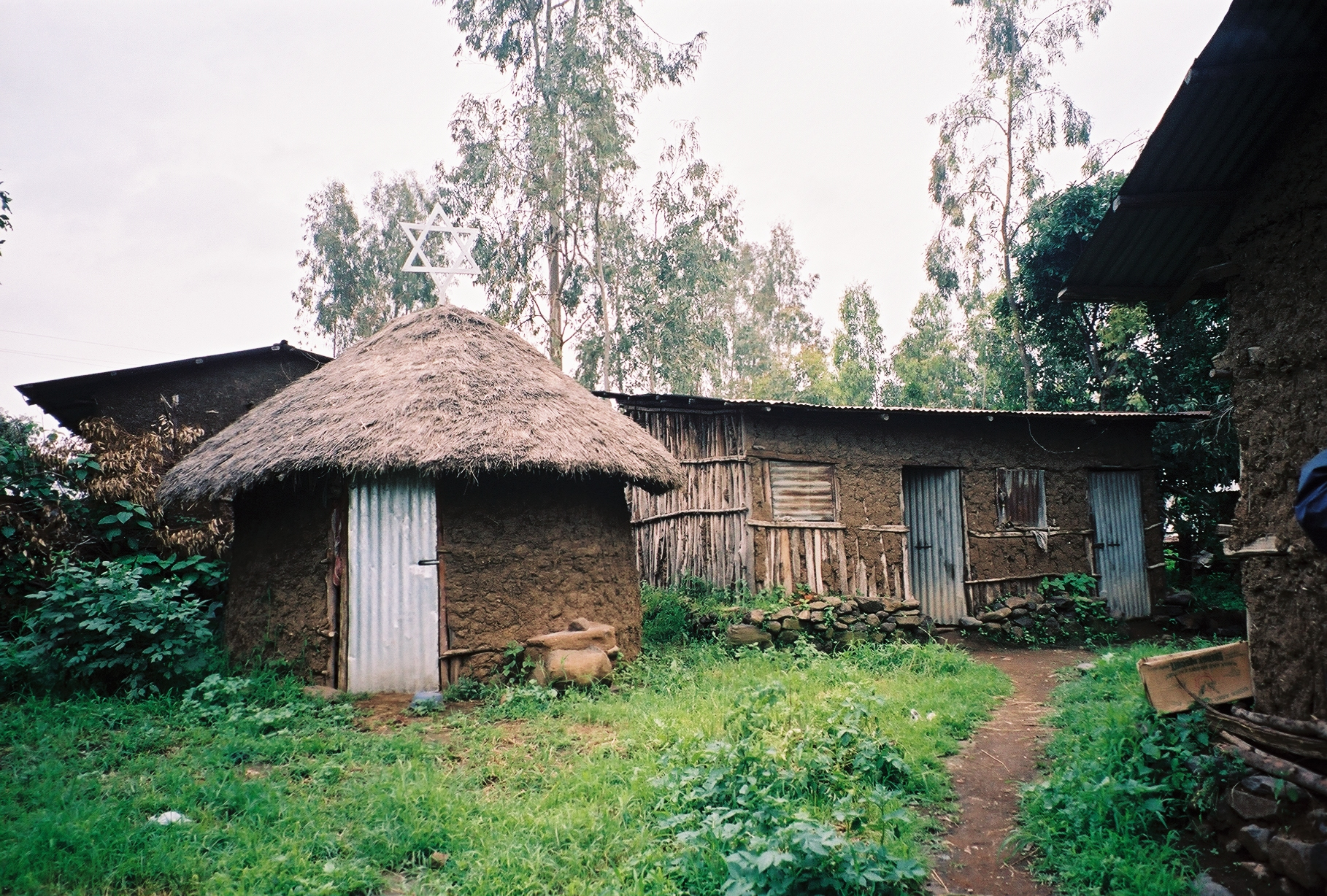
Synagoga ve Wollece

Samostatnou kapitolu tvoří etiopská komunita Falašů, vyznávajících primitivní formu judaismu. Jméno Falaš či Felaš je označení, které etiopským židům dali jejich sousedé. Pochází z amharštiny a znamená „zbavení kořenů“, „odtržení“, případně „cizinci–nájezdníci“. Falašové si sami říkali Bejt Jisra'el neboli Dům Izraele. Až do 13. století si Falašové zachovali silnou míru autonomie, ovšem po znovunastoupení Šalomounovců po roce 1270 se etiopští panovníci snažili jejich nezávislost omezit. Zároveň se vůči nim začalo postupovat se sílící intenzitou, protože byli viněni z úpadku aksumského státu za panování židovské královny Yodit, která načas ovládla etiopské území a perzekvovala křesťany. Za podpory Portugalců byli definitivně poraženi etiopskou mocí roku 1624, následovalo rozsáhlé prodávání do otroctví, nucené křty, odmítnutí práva na půdu a konfiskace majetku. Byly páleny židovské náboženské texty a historické záznamy ve snaze zahladit v Etiopii falašskou minulost. Falašové se od té doby povětšinou zabývali řemesly, kterými zbytek společnosti opovrhoval, a dlouhou dobu byli vystaveni nucené separaci od zbytku obyvatelstva. Pro svoje náboženské potřeby užívali jazyk ge'ez.
Ani v moderní době se postavení etiopských židů příliš nezlepšilo, ačkoliv od roku 1955 se nevládní Židovská agentura podílela na stavbě škol a výuce budoucích učitelů Falašů v Etiopii. Od roku 1956 udržovala Etiopie s Izraelem diplomatické styky, ty však byly přerušeny roku 1973 před vypuknutím jomkipurské války. Sílící ohrožení etiopských židů během nástupu komunistické diktatury o rok později vedlo k jednáním mezi etiopskou a izraelskou vládou o zaslání prvních 200 židů do Izraele. Mengistu, tehdejší vůdce socialistického režimu, svolil. V souvislosti se zákazem praktikování judaismu roku 1980 a opakovanými hladomory během 80. let se Izrael rozhodl přesunout na svou půdu co největší množství Falašů. Od roku 1985 do roku 1990 se podařilo přestěhovat z Etiopie během operací Mojžíš, Jozue a Šalomoun přes 36 000 lidí. V zemi stále zůstává zhruba 2 100 židů čekajících na přesun do Izraele. Velký problém představující původní židé, kteří konvertovali ke křesťanství, zvaní Falaša Mura, a čítající v Etiopii asi 18 000 až 26 000 lidí. BBC uvedla, že velké množství Falašů Murů se přesunulo k Addis Abebě v domnění, že budou také evakuováni. Izrael ale jejich židovství neuznává a většina z nich žije v bídě v oblasti hlavního města. Dalších 8 000 až 16 000 se nachází v táborech nevládních organizací v Gondaru bez přístupu k tekoucí vodě a závislých na dodávkách jídla. Roku 2008 izraelské ministerstvo vnitra oznámilo, že prověřuje práva na přesun dalších zhruba 3 000 lidí.

## Kultura

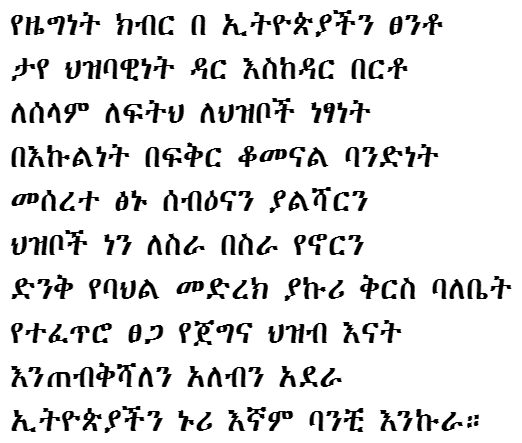
Text etiopské hymny zapsaný etiopským písmem

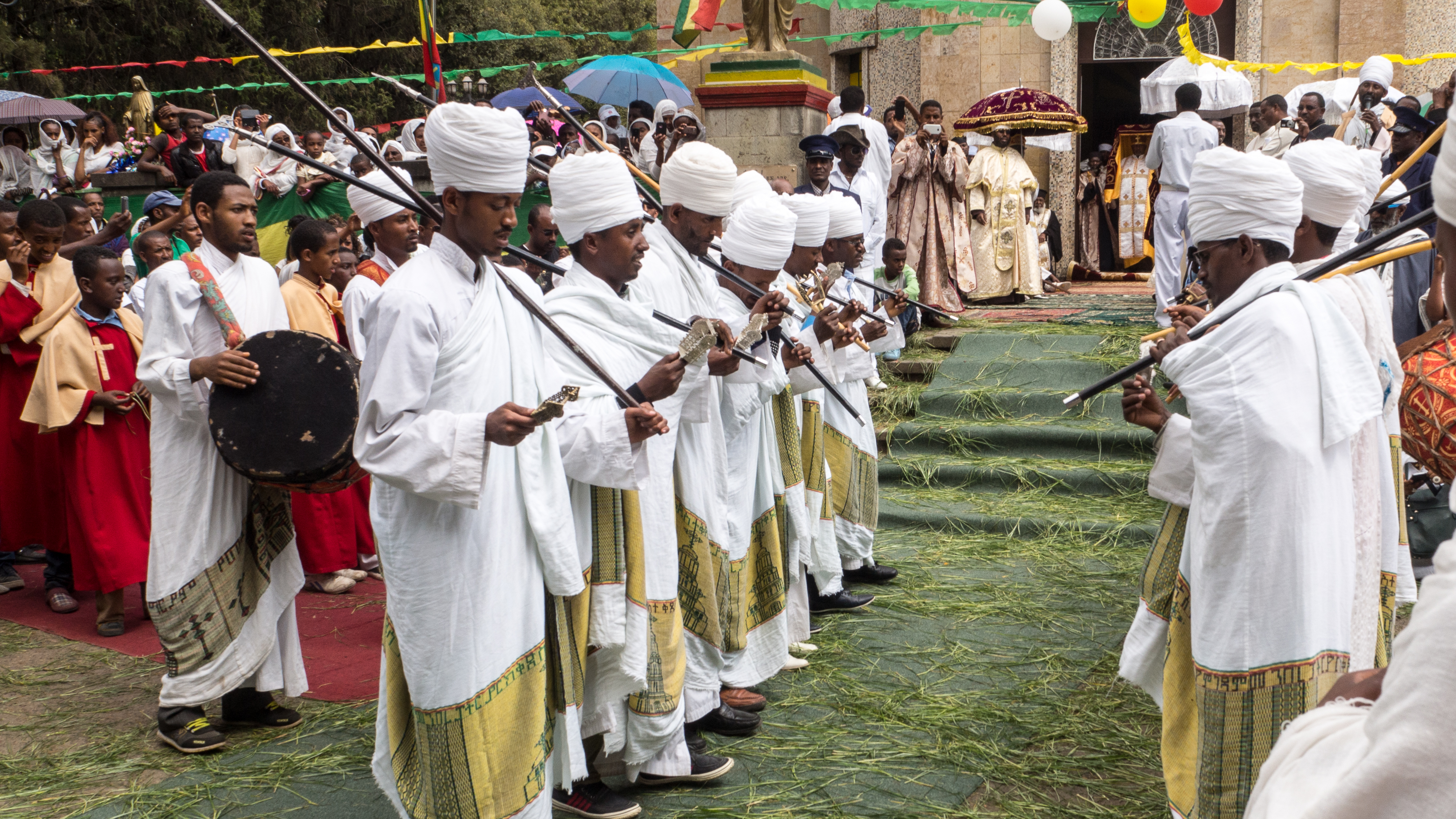
Náboženský festival etiopské pravoslavné církve

Etiopie má dlouho trvající kulturu, v mnoha ohledech odlišnou od zbytku Afriky vzhledem k dlouhé tradici křesťanství i takřka nepřerušenému státnímu vývoji trvajícímu několik staletí. Etiopané užívají vlastní kalendář, mající 12 měsíců o 30 dnech a 13. měsíc trvající pět nebo šest dní podle toho, jedná-li se o rok normální či přestupný. Etiopský rok začíná 11. září a vůči gregoriánskému je zpožděn o zhruba sedm let a osm měsíců. Další zvláštností je etiopské písmo, které vzniklo z písma jihoarabských Sabejců. Jeho počátky tkví v písmu Féničanů, takže nese podobnosti s například písmem řeckým, latinským či hebrejským. Jako jediné semitské písmo se čte zleva doprava. Jedná se také o jediné původní africké písmo, které se dodnes používá. Oproti například Evropanům nemají Etiopané příjmení, ale pro lepší identifikaci přidávají za své jméno křestní jméno svého otce, případně také dědečka.

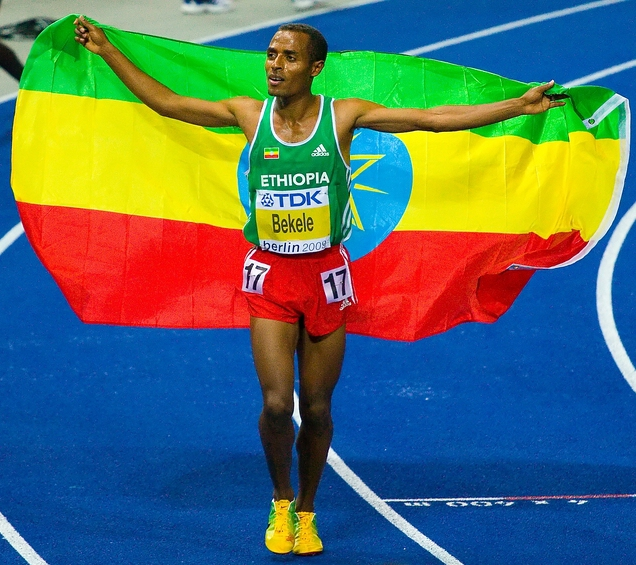
Etiopský atlet Kenenisa Bekele

Etiopská literatura je psaná většinou v jazyku ge'ez (v případě starší literatury) nebo v amharštině (v případě literatury novější). V jazyku ge'ez je napsána i etiopská bible, která se v některých ohledech odlišuje od bible západní. Jednu z nejvýznamnějších literárních prací představuje kniha Kebra Nagast („Velikost králů“) pocházející ze 14. století. Ceněna je například také ge'ezská poezie, vzkvétající v 18. století a od té doby čtená v mnoha klášterech. Od 16. století se začal užívat pro literární účely amharský jazyk, který v moderní době převážil. Mezi významné autory novodobé Etiopie patří například Makonnen Endalkachew, autor alegorických novel a divadelních her, Kebede Mikael, tvůrce veršovaných dramat, a Tekle Tsodek Makuria, zaměřující se na kratší příběhy.
Původní etiopská architektura se taktéž vyvíjela po staletí. Z doby aksumské říše se například v jejím hlavním městě, Aksumu, dochovaly chrámy, paláce či obelisky, za dynastie Zagwe dosáhla vrcholu klášterní architektura, například tesané křesťanské chrámy v Lalibele a další. Taktéž rozsáhlý palácový komplex v Gondaru svědčí o etiopském stavitelském umění v době druhého panování šalomounské dynastie. Všechny tyto památky jsou v současné době součástí světového dědictví UNESCO.
V oblasti hudby se nejstarší tradice váže na práci svatého Yareda, který zavedl vlastní notační systém, s jehož pomocí vytvořil a zaznamenal mnoho liturgických skladeb, dochovala se po něm i řada básní. Typická moderní etiopská hudba mívá často dvojí význam. Píseň se na jedné úrovni zabývá spirituální tematikou a zároveň její druhý význam má povahu spíše osobní. Známá v užití tohoto stylu je například zpěvačka Mary Armede. Ze zahraničních vlivů se v Etiopii v moderní době nejvíce uplatnily styly užívající ve velké míře žesťové nástroje, případně soulová hudba. Nejvýznamnějšími současnými zpěváky jsou Neway Debebe a Netsanet Mellesse, dále skupiny Wallias a Roha.
Pro etiopskou kuchyni jsou typická silně kořeněná jídla, časté jsou masné pokrmy, s výjimkou vepřového, které nejí většina obyvatelstva. Konzumaci masa také omezují křesťanské i muslimské půsty, takže jsou obvyklé i zeleninové pokrmy, případně luštěnina. Etiopský chléb se nazývá indžera. Jedná se o tenkou kvašenou chlebovou placku vyráběnou z plodiny teff. K ní se často jí masová směs podobná guláši zvaná wet. Pálivá jídla jsou často doplněna kysanou smetanou nebo sýrem ajib na zmírnění ostré chuti. K jídlu se podává voda, pivo či etiopská medovina (medž). Při stolování se nepoužívají příbory, pokrm se většinou zabalí do chlebové placky. Po jídle se často připravuje káva s hřebíčkem, kardamonem a skořicí, případně oslazená medem. Oblíbeným nápojem je také čaj.
Etiopie je známá pro mnoho význačných sportovců, například běžce Abebe Bikilu, Mama Wolde, Haile Gebrselassie či Kenenisu Bekele, kteří získali i několik zlatých olympijských medailí. Dalším významným sportem byl dříve fotbal a Etiopie se významně podílela i na vzniku Konfederace afrického fotbalu. Známým fotbalistou a národním hrdinou byl například Worku Mengistu. Po roce 1970 však etiopský fotbal začal upadat.

### Vzdělání a věda

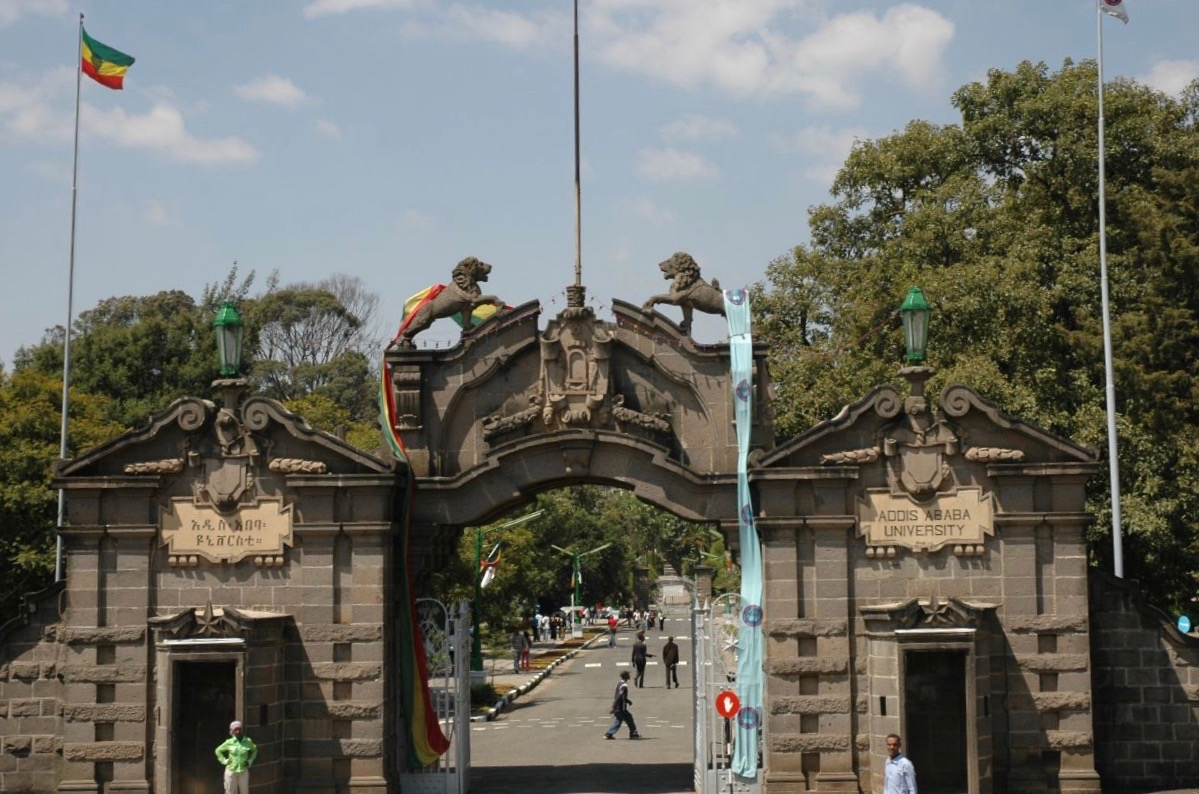
Brána Addis Abebské univerzity

Vzdělání je od základního po vysokoškolské bezplatné. Povinná školní docházka je od sedmi do třinácti let. Střední a vyšší vzdělání se dá získat pouze ve větších městech. K roku 2005 bylo zhruba 35,9 % gramotných u dospělých a 49,9 % u mladší generace. Základní škola začíná pro děti ve věku sedmi let, střední pro patnáctileté. V 10. ročníku, tedy v rámci střední školy, jsou žáci rozděleni na budoucí studenty univerzit a na ty, kteří získají vyučení v oblasti obchodu, polytechniky, pedagogiky a dalších. Hlavní univerzitou je Addisabebská univerzita, další se nachází v některých hlavních městech jednotlivých federálních států. Zejména v Addis Abebě existuje také několik dalších, převážně soukromých, vysokých škol.
Většina významných kulturních a vědeckých institucí je situována v Addis Abebě, mezi ně patří například Národní muzeum Etiopie, Národní archiv a knihovna Etiopie a Muzeum institutu etiopských studií. Po dlouhou dobu neexistovala v Etiopii akademie věd. Poprvé byla myšlenka založení takové organizace pojata již v šedesátých letech, ale následné politické otřesy jakýkoliv rozvoj znemožnily. Etiopská akademie věd tak byla založena až roku 2010.